# 시나가와역

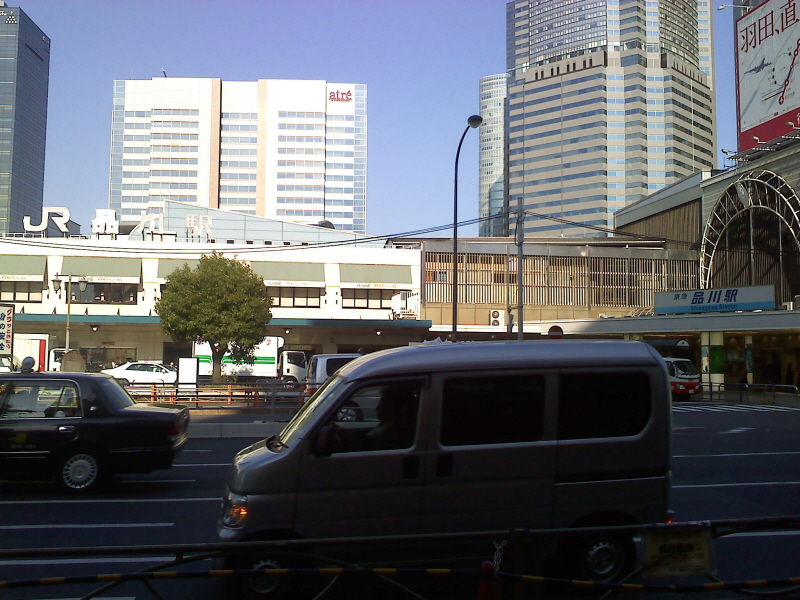

시나가와역(일본어: 品川駅、しながわえき), (영어: Shinagawa Station)은 일본 도쿄도 미나토구에 있는 철도역이다.
시나가와 역은 일본 철도 역사에서 묘한 위치를 가지고 있는데, 일단 1872년 도카이도 본선 첫 개통 당시 개업한 역 중 하나이다. 당시의 기점역은 신바시역이었는데, 지금의 JR 신바시역은 구 신바시역의 역사를 이어받지 못한 관계로 시나가와 역은 현존하는 일본 최초의 철도역 중에서 가장 기점에 가까운 역이라는 애매모호한 포지션에 있다. 거기다 역명은 '시나가와 역'이나 소재지는 도쿄도 '시나가와구' 가 아닌 도쿄도 '미나토구'로, 예전부터 있는 슈쿠바마치로서의 시나가와 역보다는 북쪽에 위치한다. 이 역의 남쪽에 있는 게이큐 본선의 역이 '기타시나가와'인 것은 이 때문이다.

## 타는 곳

### 도카이 여객철도
↑ 도쿄
| 2122 | | 2324 |
신요코하마 · 신오사카 · 하카타 방면 ↓
| 21 · 22 | 도카이도 신칸센 | 도쿄 행                                                                                  |
| 23 · 24 | 도카이도 신칸센 | 신요코하마 · 시즈오카 · 하마마쓰 · 나고야 · 신오사카 · 오카야마 · 히로시마 · 하카타 방면 |

### 동일본 여객철도
↑ 다카나와게이트웨이 · 신바시 · 도쿄 · 스가모 · 다카사키 · 이와키 · 나리타 공항 방면
| １ | ３４ | | ５６ | | ７８ | | ９10 | | 1112 | | 1314 | | 15
오사키 · 오쓰카 · 오이마치 · 니시오이 · 가와사키 · 오후나 · 구리하마 · 이토 방면 ↓
| 1       | 야마노테 선                            | 내선순환 | 도쿄 · 우에노 방면                                                               |
| 3       | 야마노테 선                            | 외선순환 | 시부야 · 신주쿠 · 이케부쿠로 방면                                                |
| 4       | 게이힌 도호쿠 선                       | 북행     | 도쿄 · 우에노 · 오미야 방면                                                      |
| 5       | 게이힌 도호쿠 선                       | 남행     | 오이마치 · 오모리 · 가마타 · 가와사키 · 요코하마 · 오후나 방면                   |
| 6 · 7   | 도카이도 선 (우에노도쿄라인)           | 북행     | 도쿄 · 우에노 · 오미야 · 우쓰노미야 · 다카사키 방면 (우쓰노미야 선・다카사키 선) |
| 8 · 9   | ■ 특급 히타치・토키와                  | 북행     | 도쿄 · 우에노 · 쓰치우라 · 미토 · 이와키 방면                                    |
| 10 · 11 | 조반 쾌속선・■ 조반선 (우에노도쿄라인) | 북행     | 도쿄 · 우에노 · 마쓰도 · 도리데 · 쓰치우라 · 미토 방면                           |
| 11 · 12 | 도카이도 선                            | 남행     | 가와사키 · 요코하마 · 오다와라 · 아타미 · 이토 방면                              |
| 13 · 14 | 요코스카 선 (소부 쾌속선)              | 상행     | 긴시초 · 후나바시 · 지바 · 나리타 공항 · 가시마진구 방면                         |
| 13 · 14 | ■ 특급 나리타 익스프레스               |          | 도쿄 · 공항 제2빌딩 · 나리타 공항 방면                                           |
| 14 · 15 | 요코스카 선                            | 하행     | 요코하마 · 오후나 · 가마쿠라 · 즈시 · 요코스카 · 구리하마 방면                   |

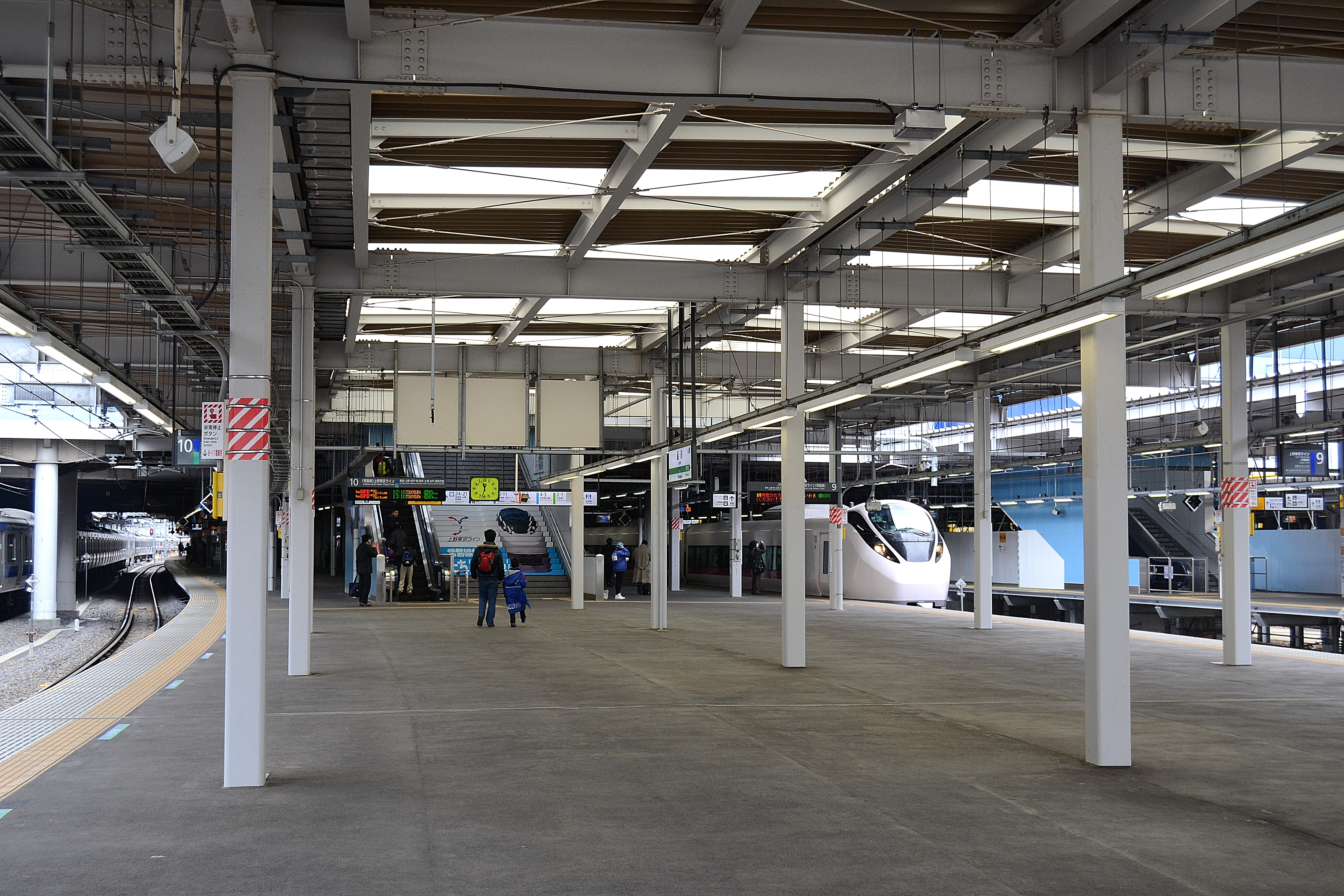
우에노도쿄라인 개통으로 조반선의 새로운 종착역이 된 시나가와역 9, 10번선

### 게이힌 급행 전철
- 3번 승강장에는 게이큐 윙 또는 평일 아침의 보통 열차가 시종착한다. 또한 두단식 승강장으로 시나가와 역 시종착 열차만 3번 승강장을 이용한다.

↑ 센가쿠지 방면
| ３２ | | １
기타시나가와 방면 ↓
| 1 | 본선 | 하행 | 기타시나가와 · 아오모노요코초 · 게이큐 가마타 · 하네다 공항 · 요코하마 · 즈시·하야마 · 우라가 · 미사키구치 방면                                                                                           |
| 2 | 본선 | 상행 | 센가쿠지 · 신바시 · 니혼바시 · 아사쿠사 · 오시아게 · 아오토 · 게이세이타카사고 · 인바니혼이다이 · 나리타 공항 · 시바야마치요다 방면 ( 도영 아사쿠사 선· 호쿠소 선· 게이세이 본선· 게이세이 나리타 공항선) |
| 3 | 본선 | 하행 | 기타시나가와 · 가미오오카 · 즈시·하야마 · 우라가 · 게이큐 구리하마 · 미사키구치 방면 |

## 역명판 갤러리

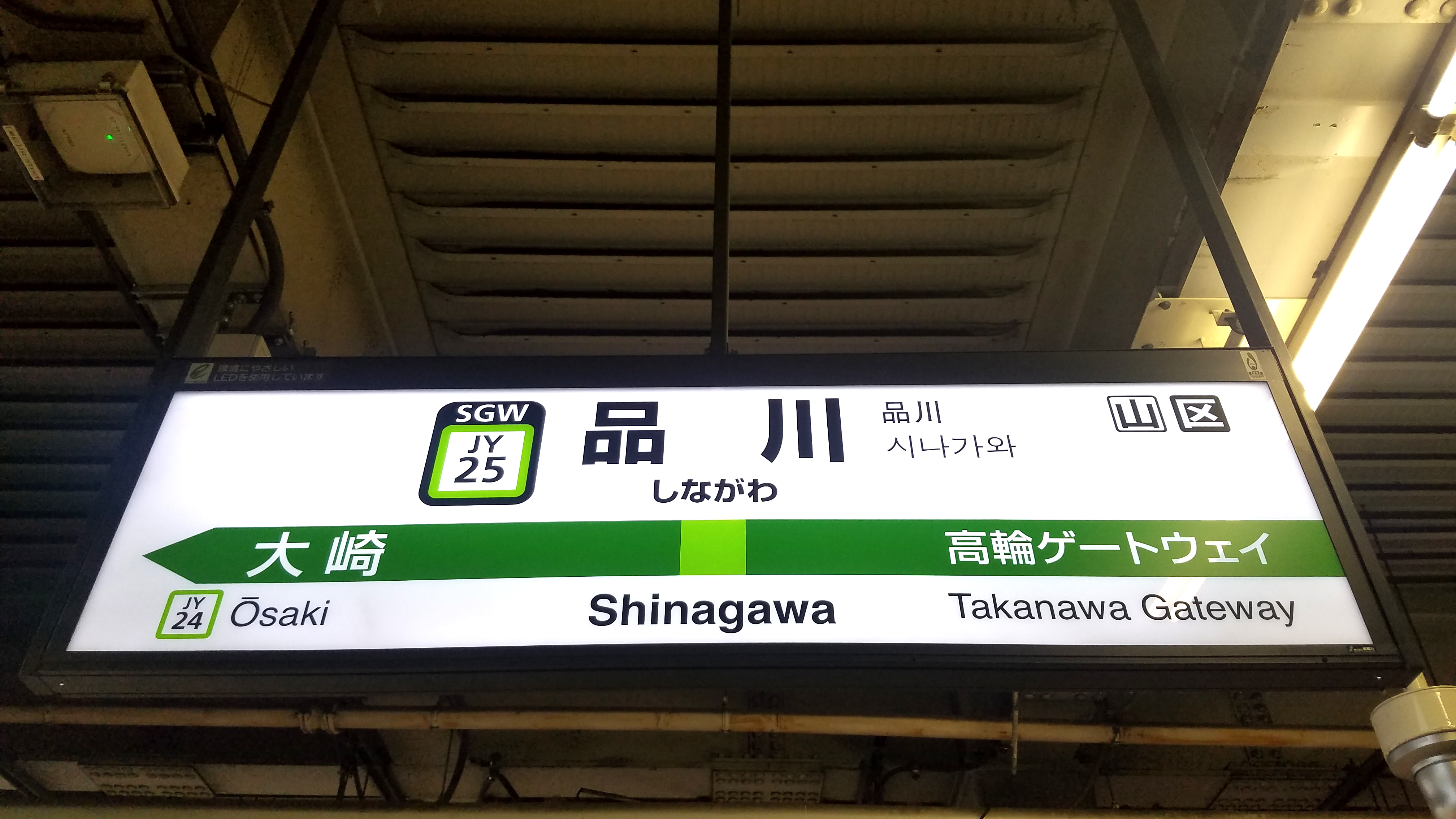
야마노테선
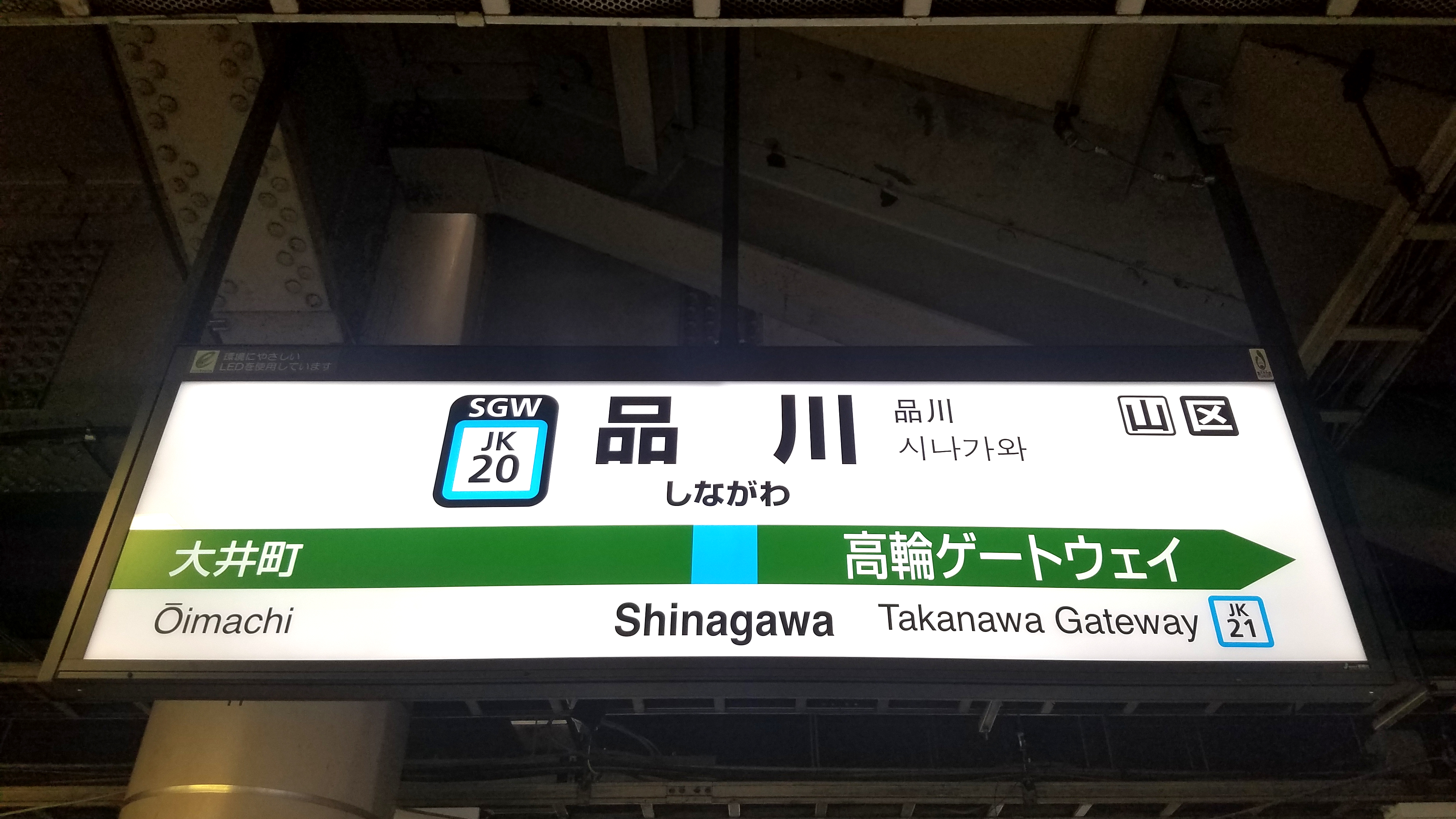
게이힌도호쿠선
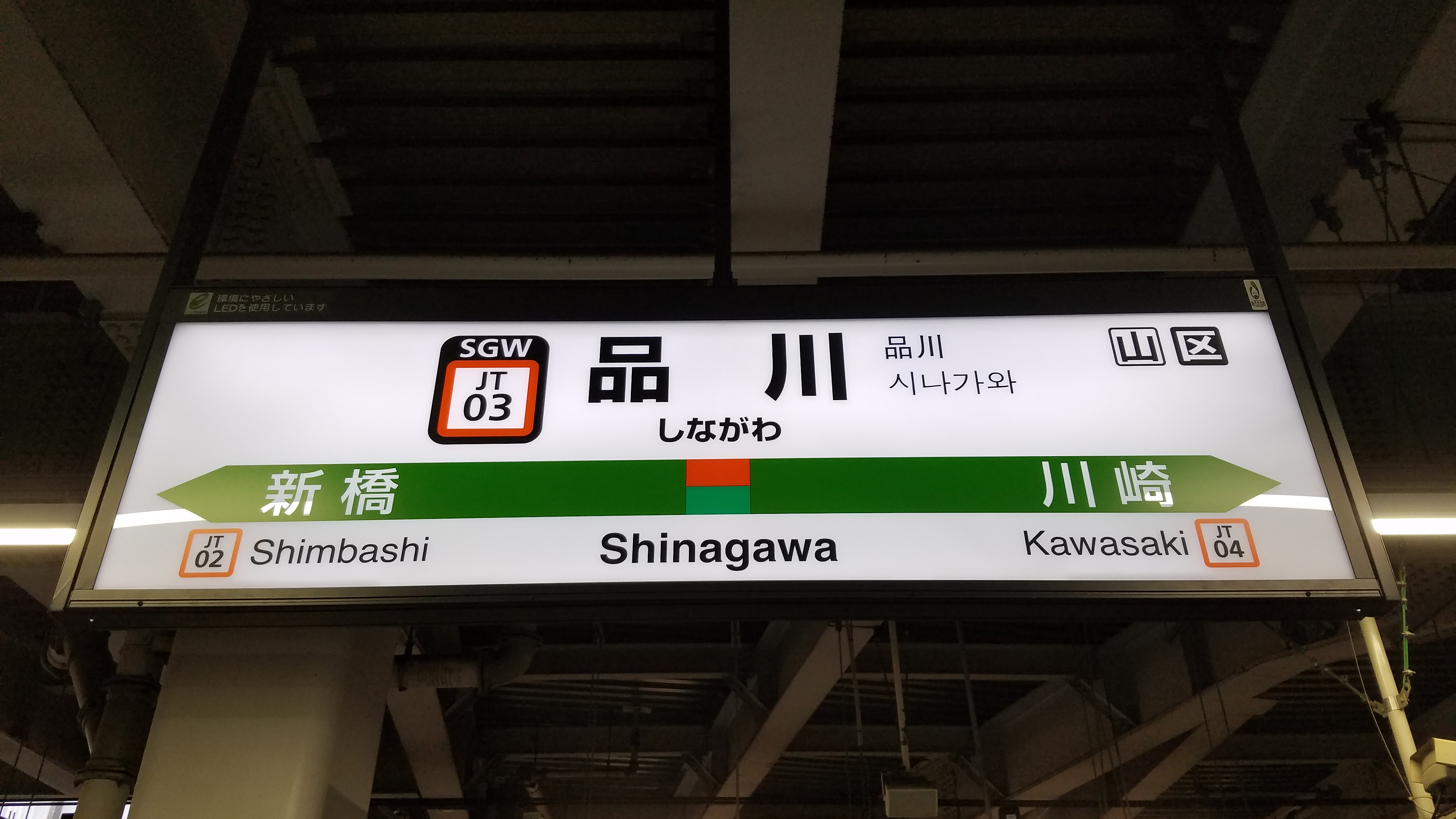
도카이도선
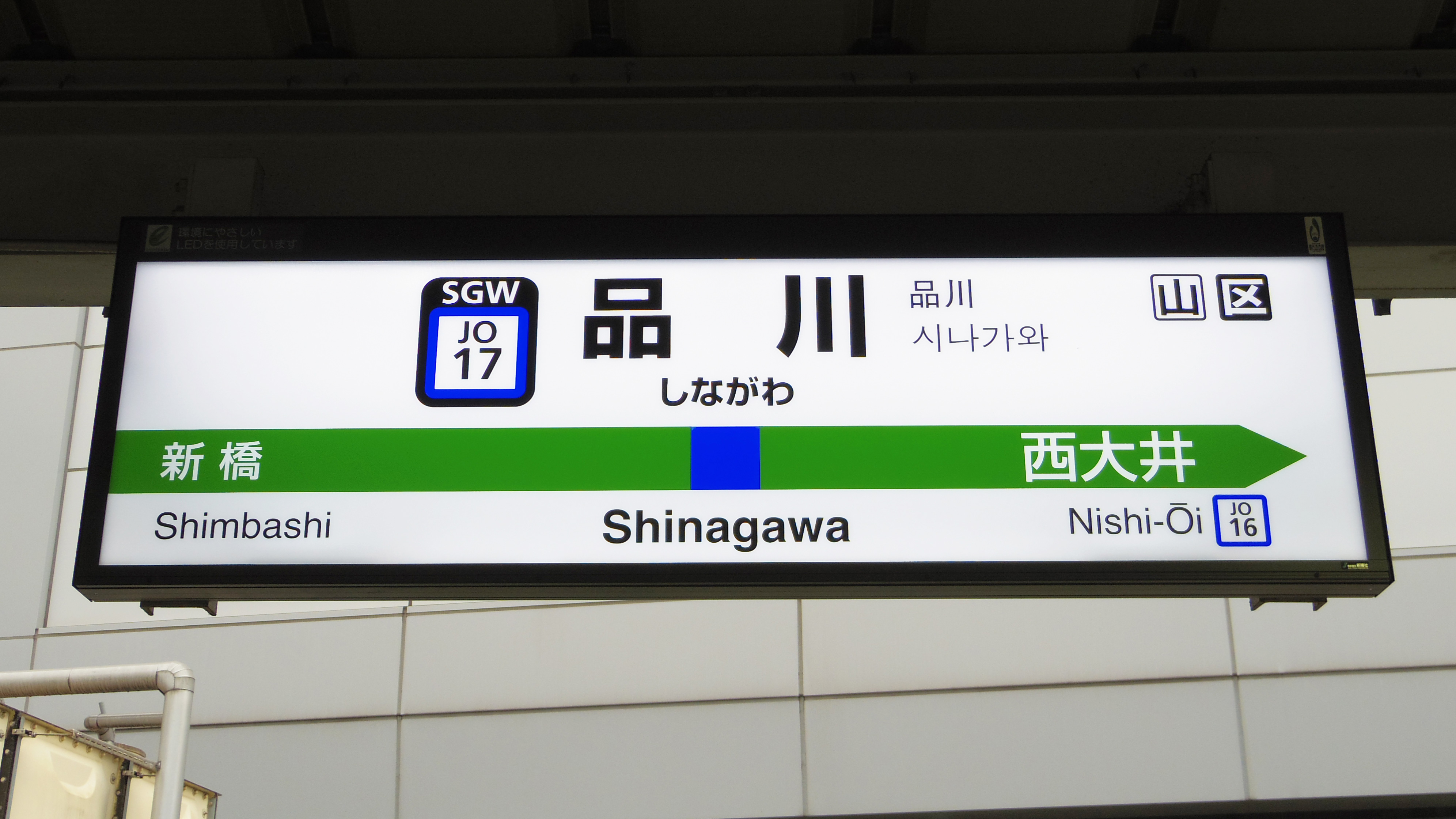
요코스카선
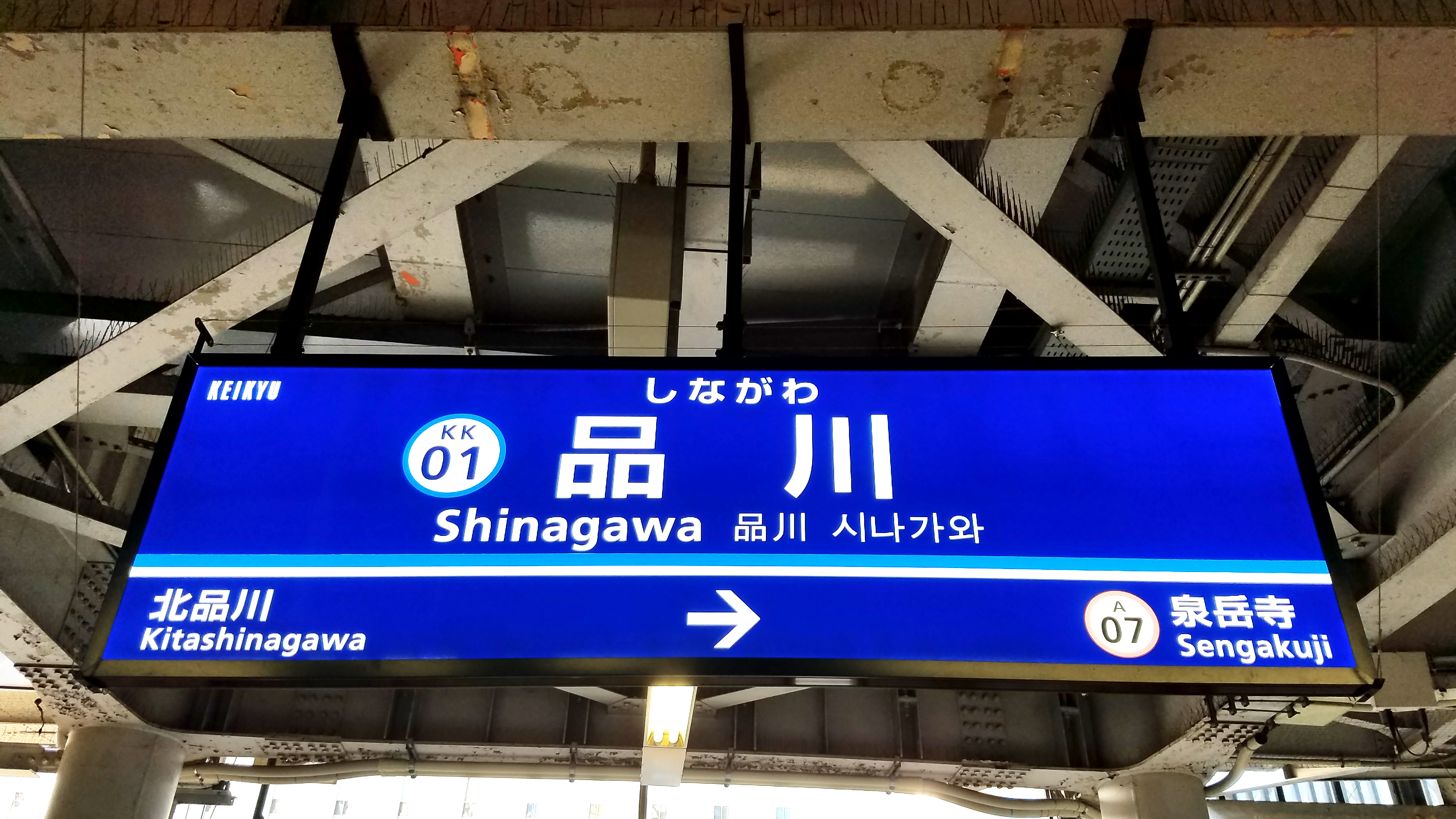
게이큐 본선
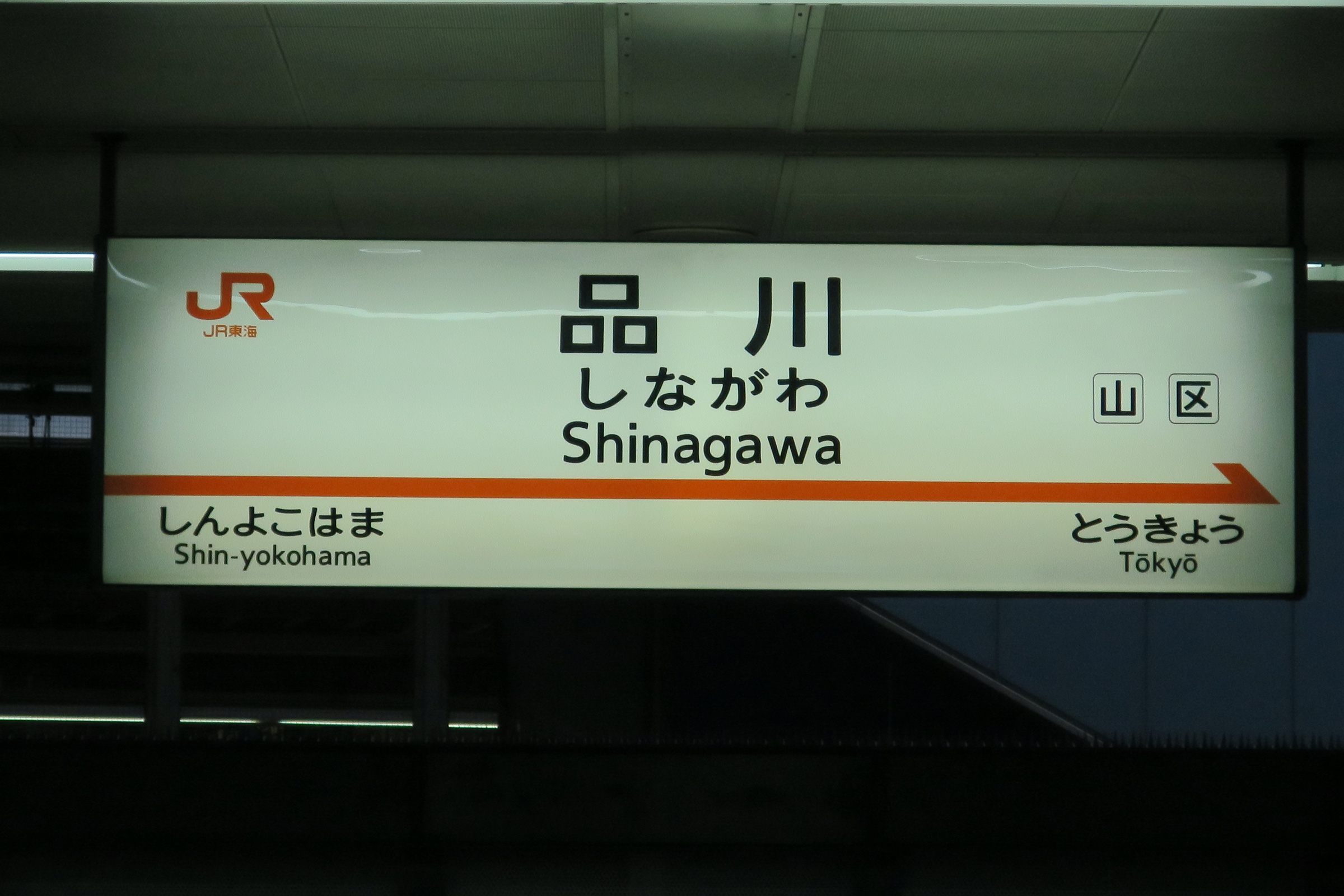
도카이도 신칸센

## 역세권 정보

### 쇼핑
- 윙 다카나와
- 에큐트 시나가와
- 아트레 시나가와

### 호텔
- 호텔 퍼시픽 도쿄
- 다카나와 게이큐 호텔
- 시나가와 프린스 호텔
- 더 프린스 사쿠라 타워 도쿄
- 그랜드 프린스 호텔 다카나와
- 그랜드 프린스 호텔 신 다카나와
- 스트링스 호텔 도쿄 인터 콘티넨탈(The Strings by InterContinental Tokyo)

## 역 역사
- 1872년 6월 12일: 요코하마역까지 임시역사로 영업 개시.
- 1872년 10월 14일: 정식으로 영업 개시.
- 1933년 4월 1일: 게이힌 급행 전철의 철도역이 영업 개시.
- 1945년 5월 24일: 도쿄 대공습을 당하다.
- 1964년 10월 1일: 컨테이너화물의 취급 개시.
- 1976년 10월 1일: 소부 쾌속선이 당역까지 운행.
- 2003년 10월 1일: 도카이도 신칸센의 철도역이 영업 개시.
- 2008년 3월 15일: JR 그룹의 다이어 개정으로 도카이도 신칸센 전 열차가 정차하게 된다. 또한 요코스카 선이 새로운 홈의 사용을 시작하고 당역 시발 · 종착역 열차가 신설된다.
- 2010년 5월 16일: 이날 게이힌 급행 전철의 다이어 개정에 의해 신설된 '에어포트 급행'의 정차역이 된다. 동시에 "에어포트 쾌특" 열차 노선은 당역 - 하네다 공항 국제선 터미널 사이의 구간에서 논스톱으로 운전된다.
- 2015년 3월 14일: 우에노 도쿄 라인이 완성되어 우에노역이 종착역이었던 우쓰노미야 선 · 다카사키 선 · 조반선 열차와 도카이도 본선 열차의 상호 직결 운행을 시작했다. 참고로 조반선에서 당역이 새로운 종착역이 되었다.

## 갤러리(JR선)

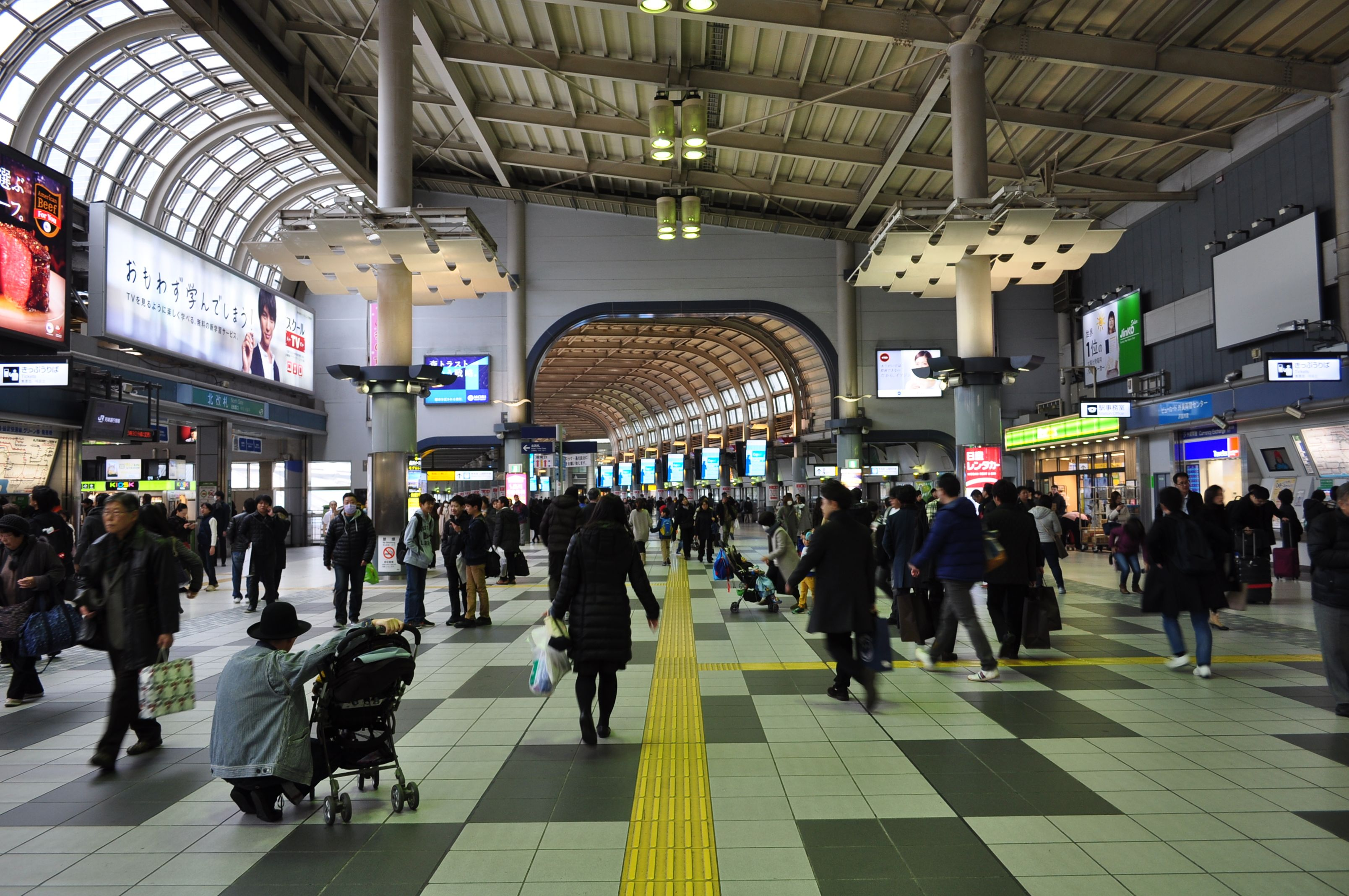
콩코스 (2017년 12월)
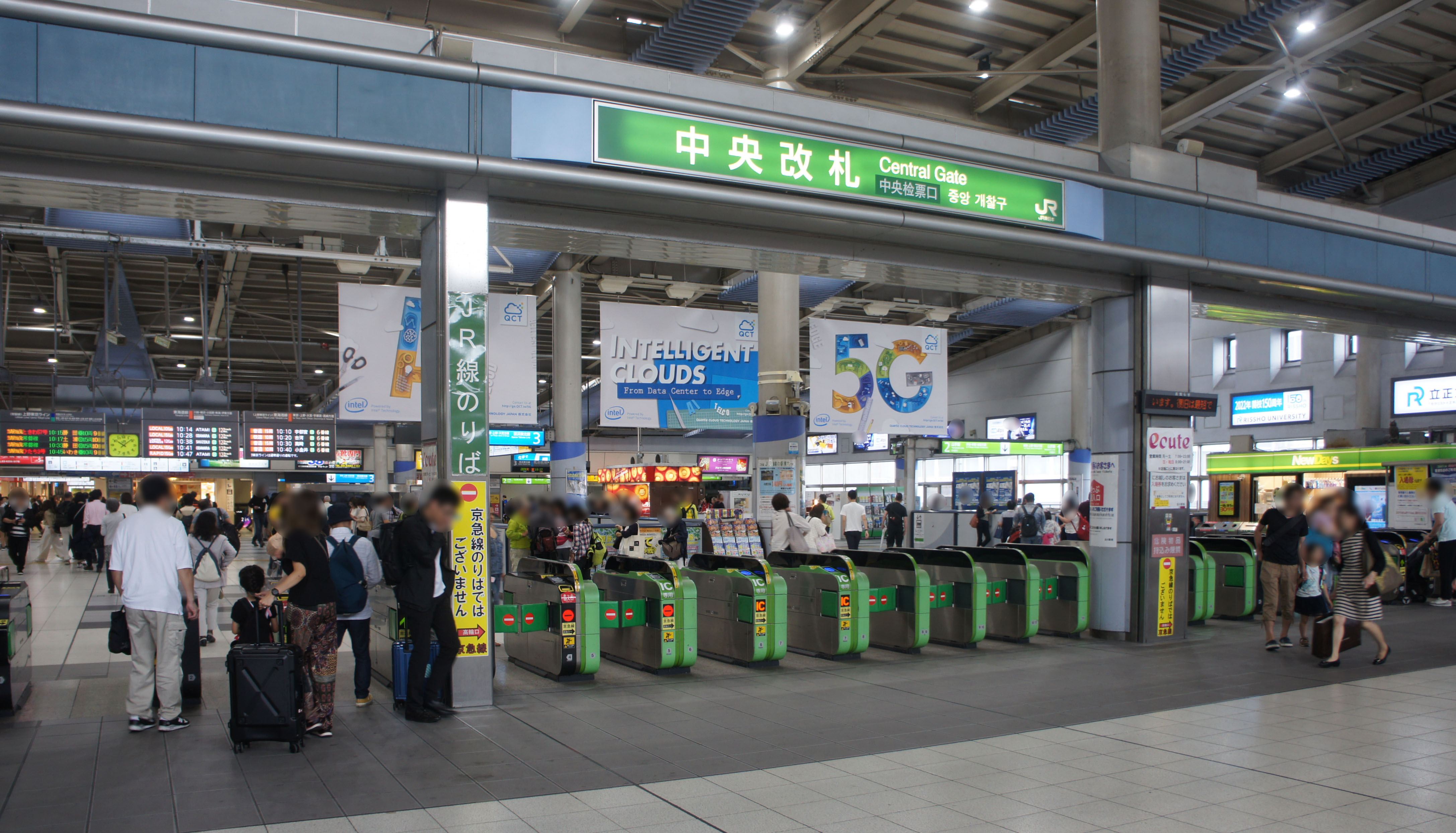
중앙 개찰구 (2019년 6월)
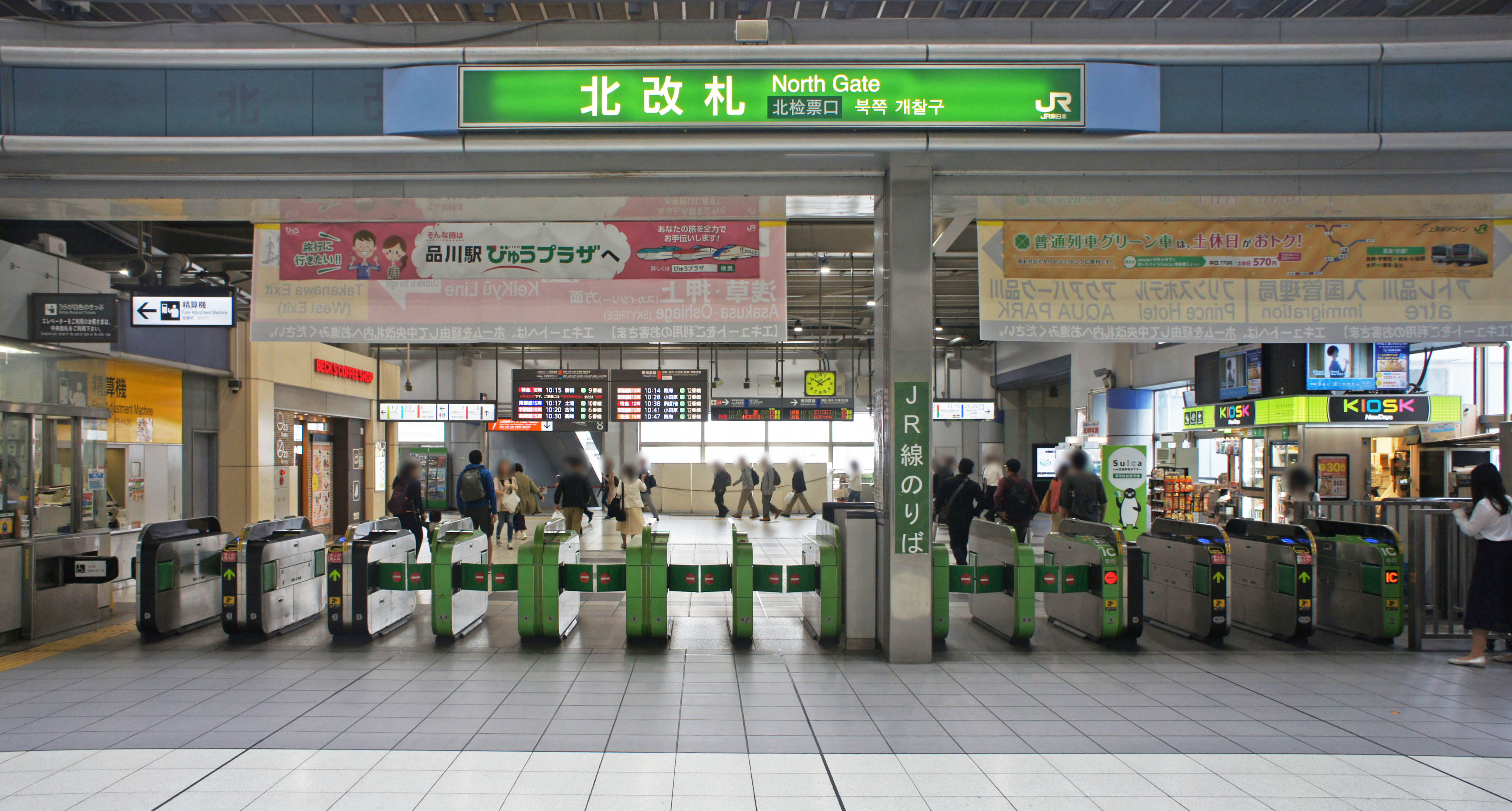
북쪽 개찰구(2019년 6월)
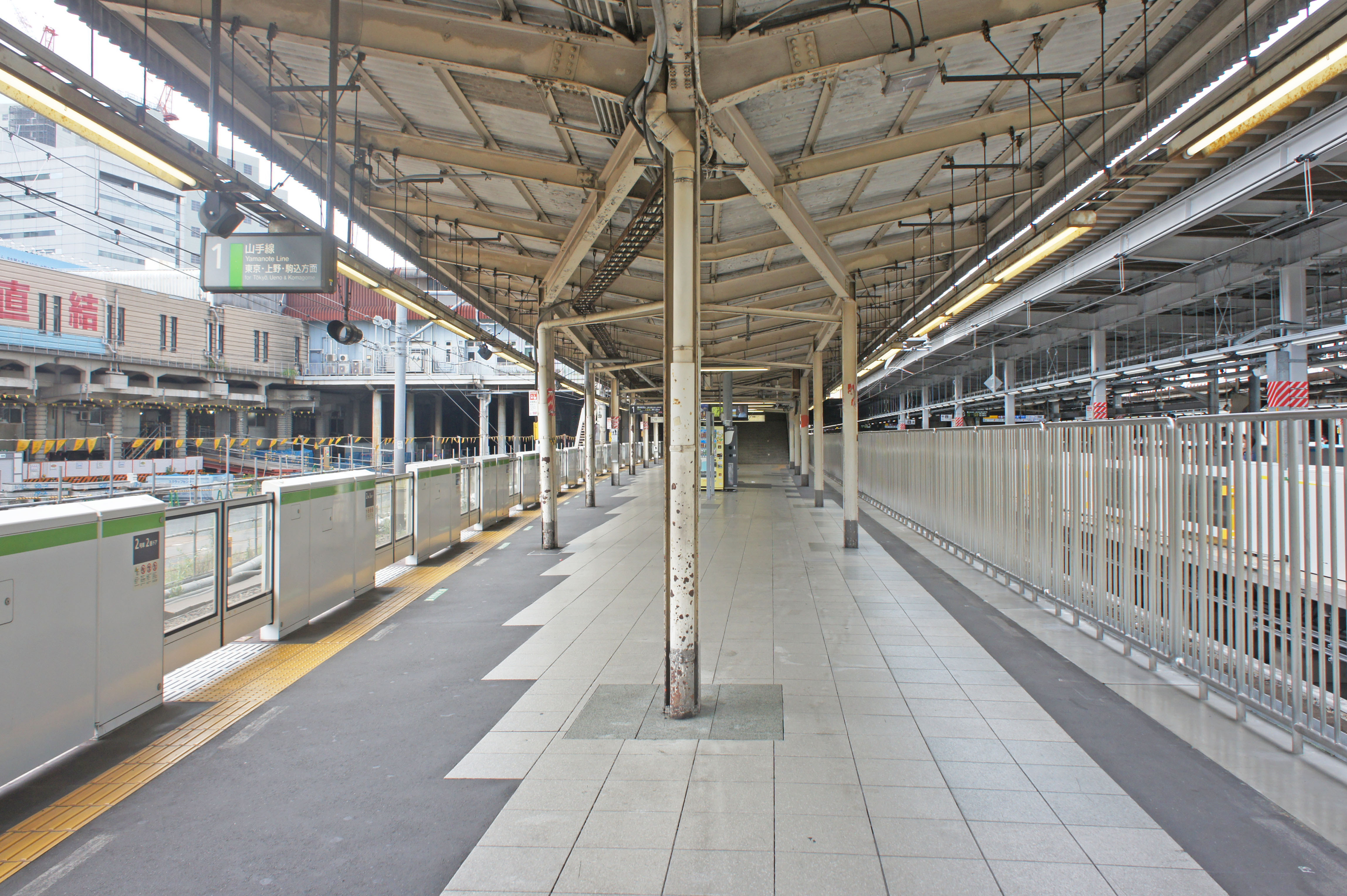
1번선(야마노테선) 승강장(2022년 8월)
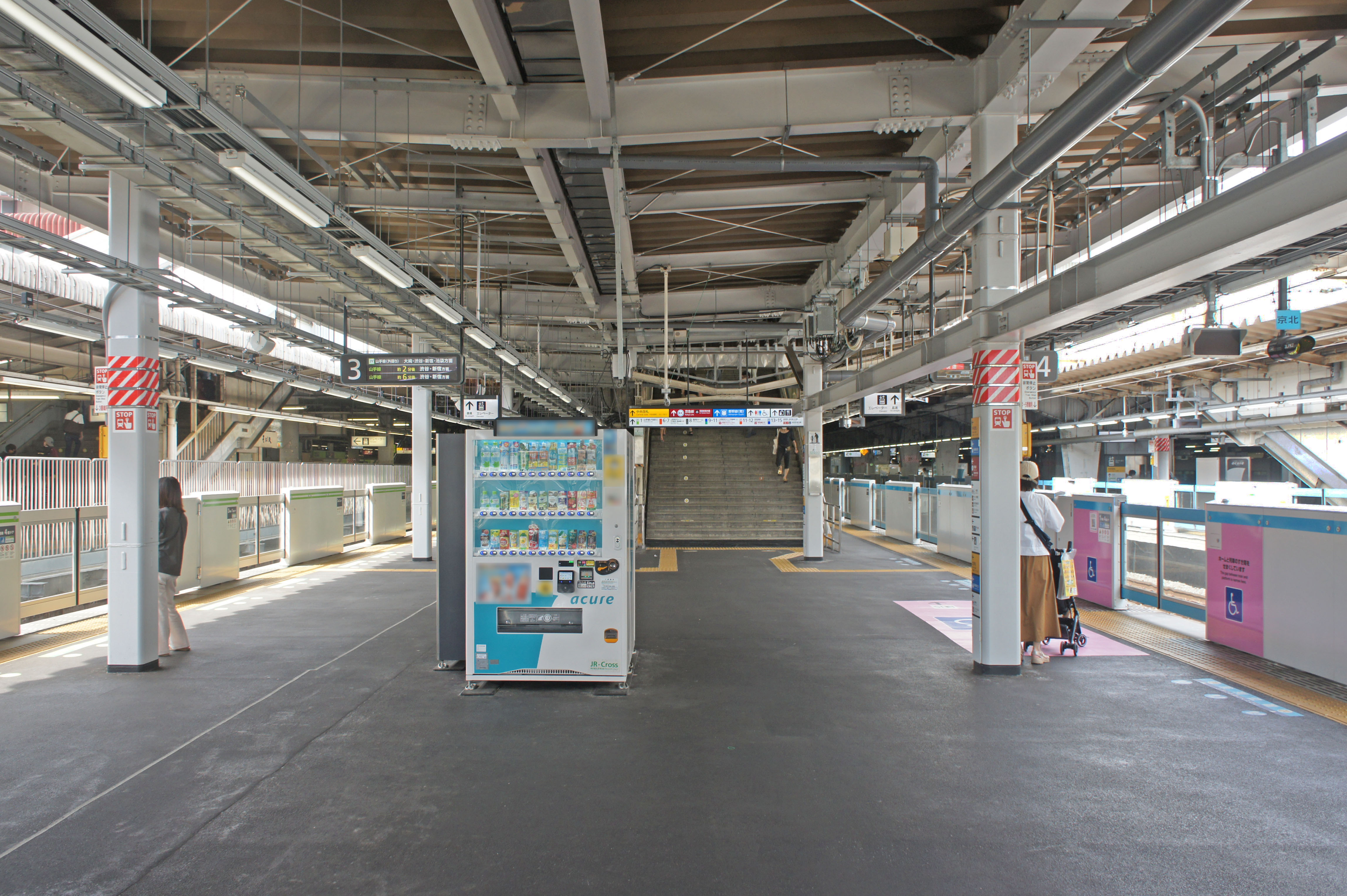
3·4번선(야마노테선·케이힌 도호쿠 선) 승강장(2022년 8월)
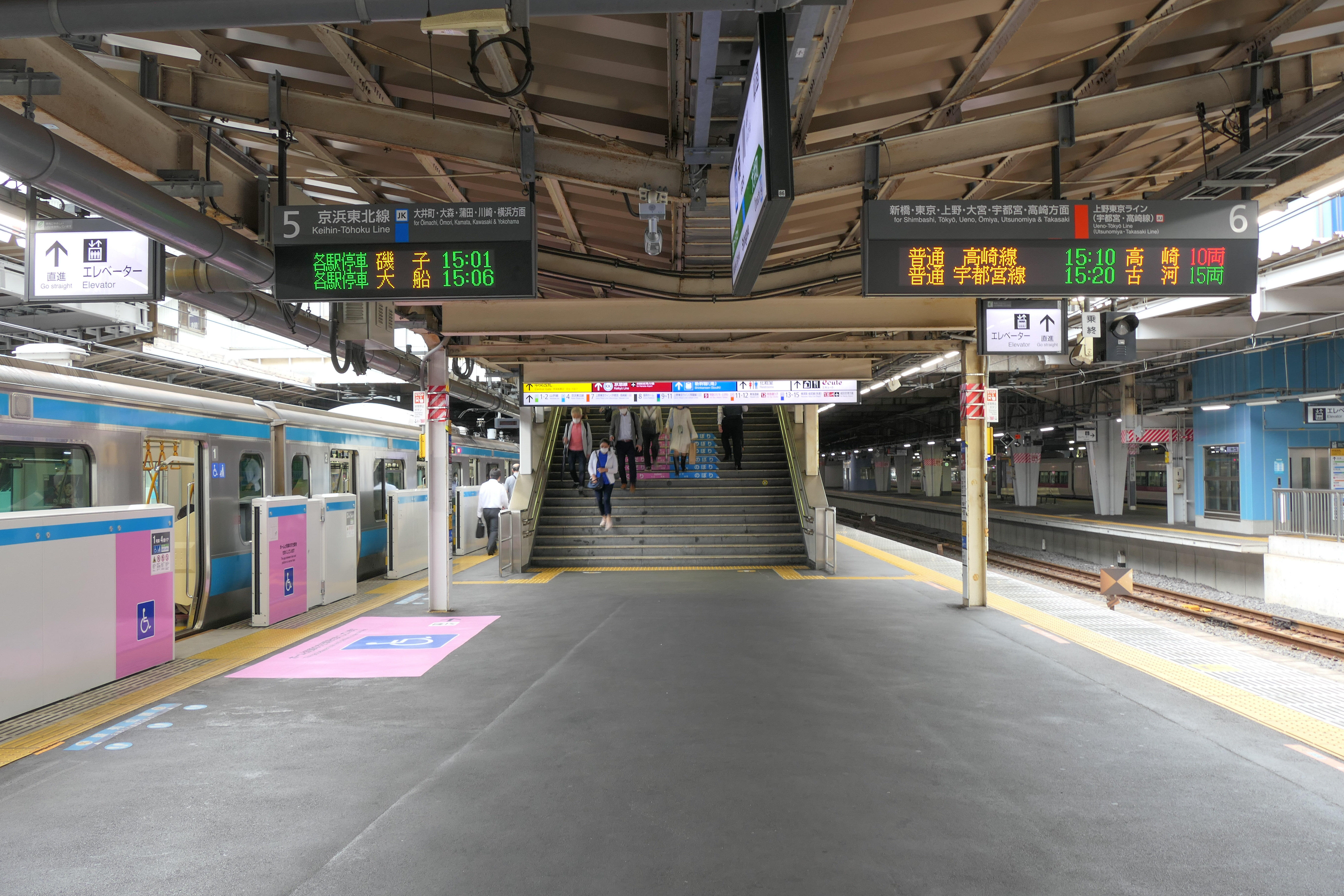
5·6번선(게이힌 도호쿠선·우에노 도쿄라인) 승강장(2021년 7월)
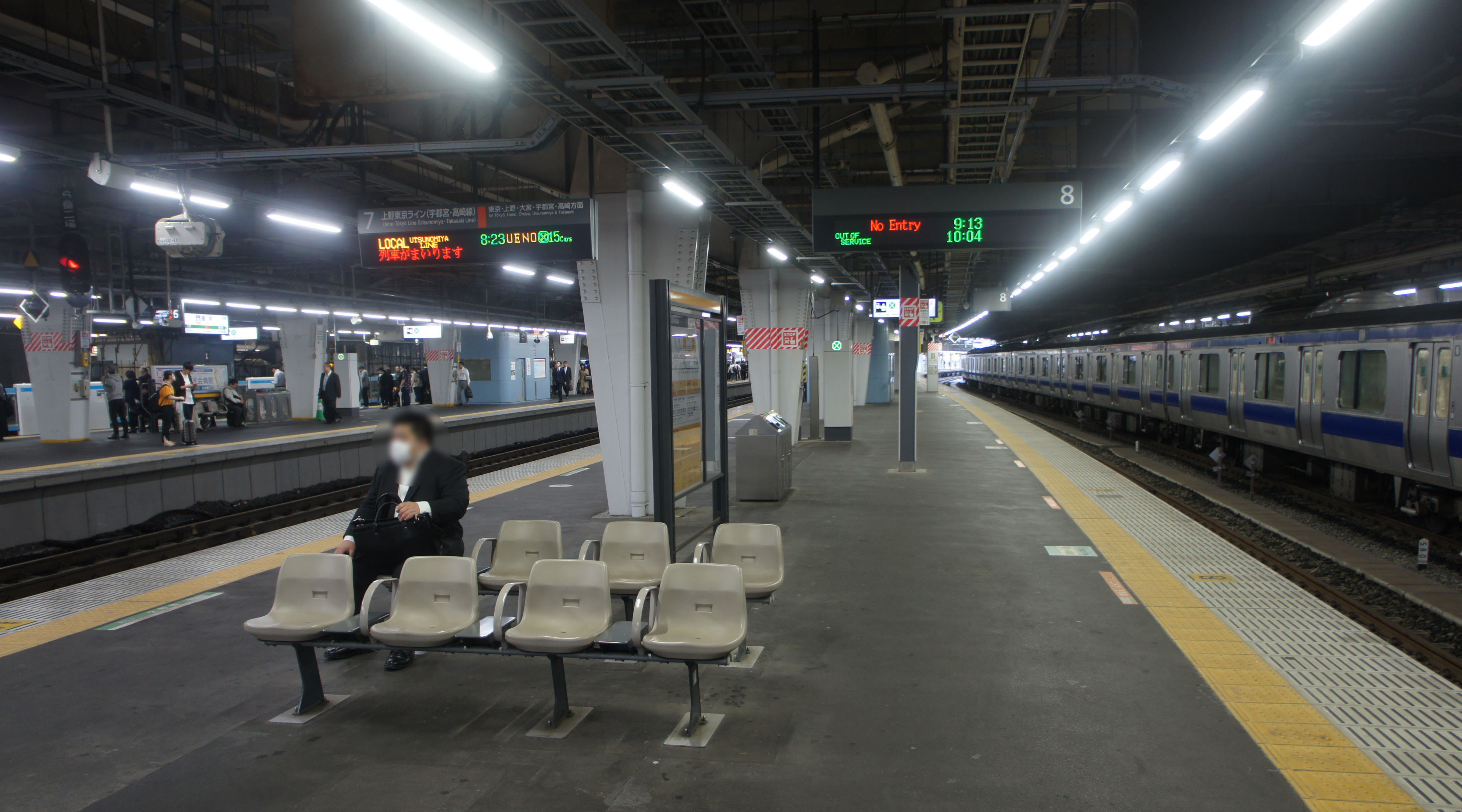
7·8번선(우에노 도쿄라인) 승강장(2019년 6월)
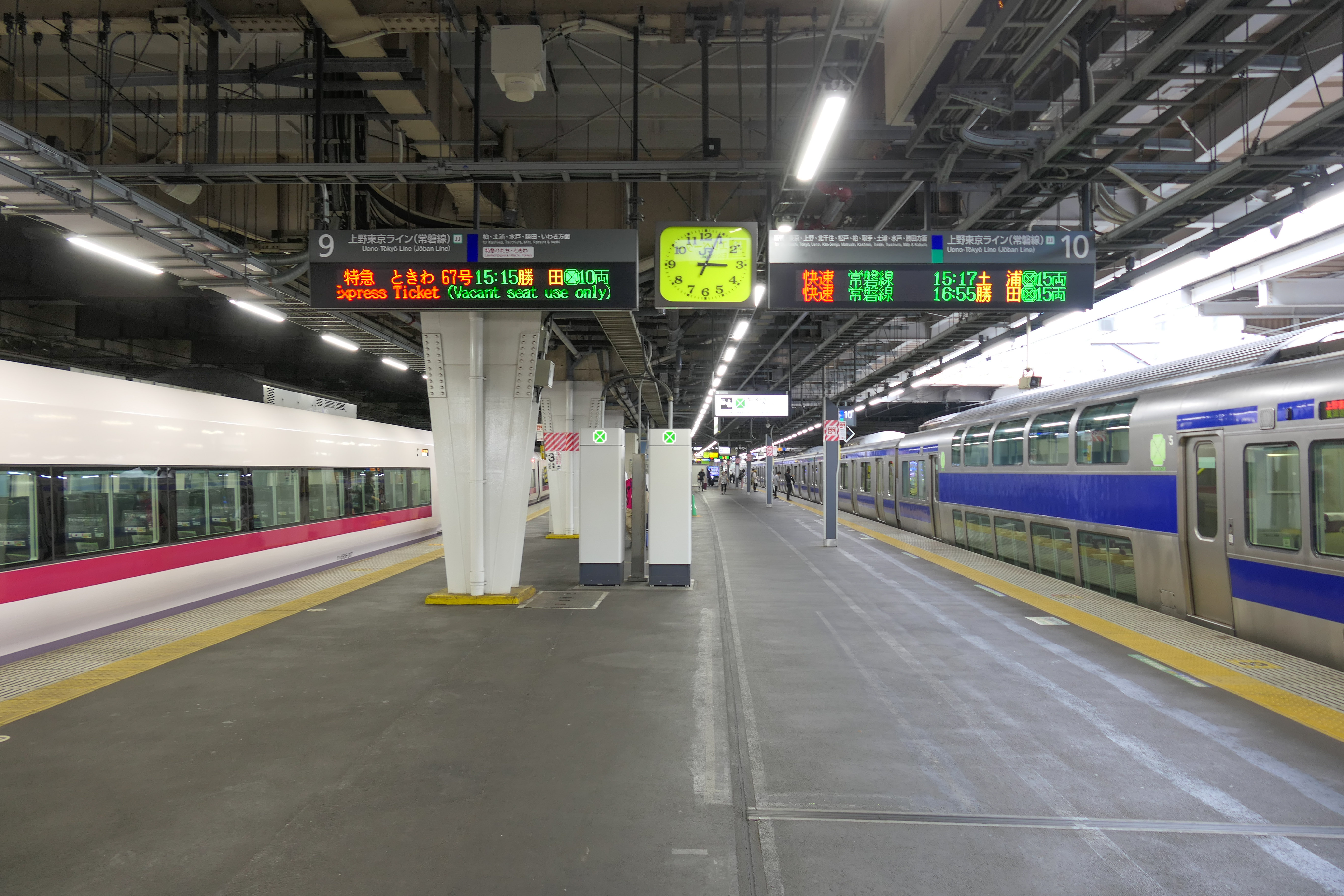
9·10번선(우에노 도쿄라인·조반선) 승강장(2021년 7월)
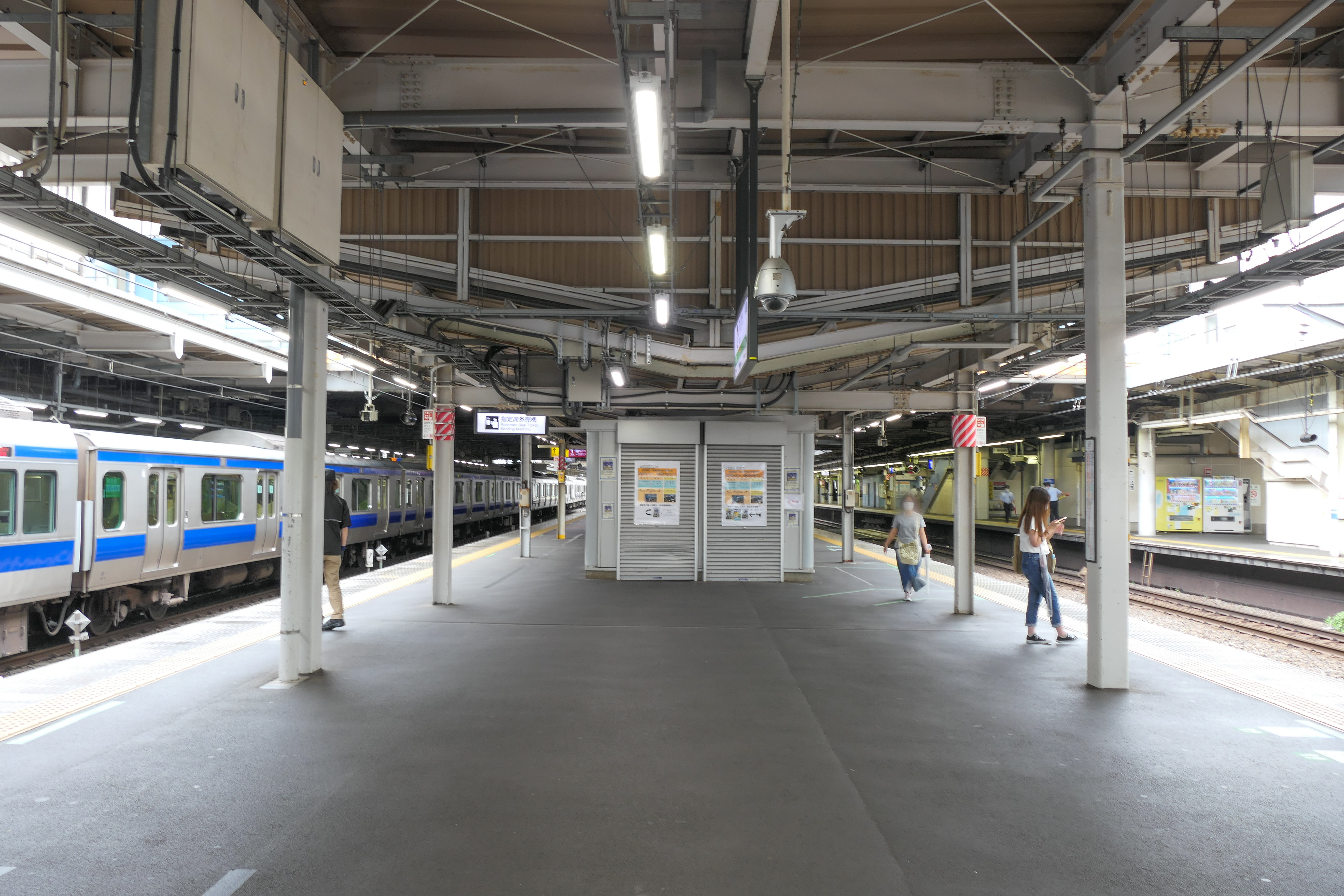
11.12번선(조반선·도카이도선) 승강장(2021년 7월)
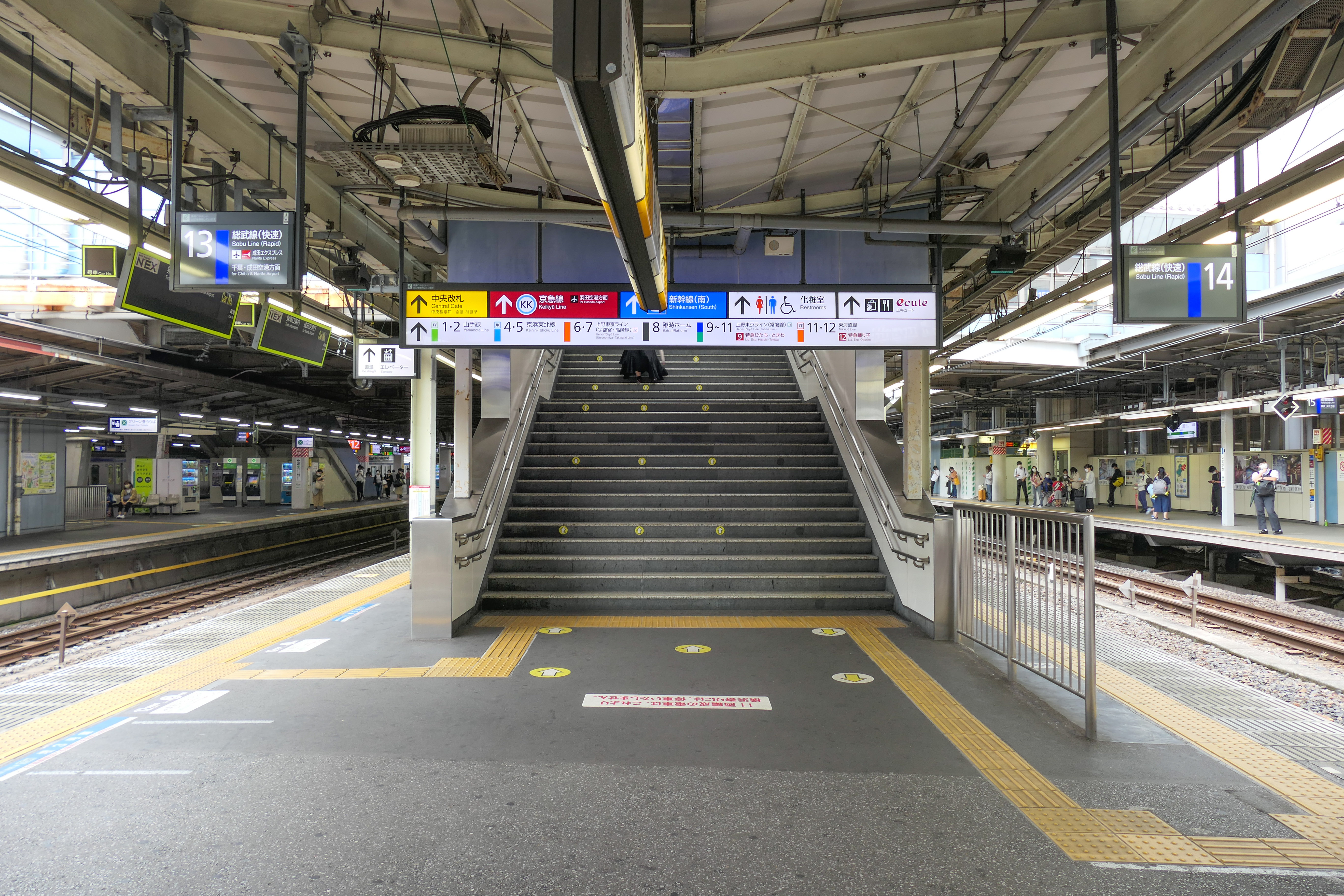
13,14번선(요코스카선·소부 쾌속선) 승강장(2021년 7월)
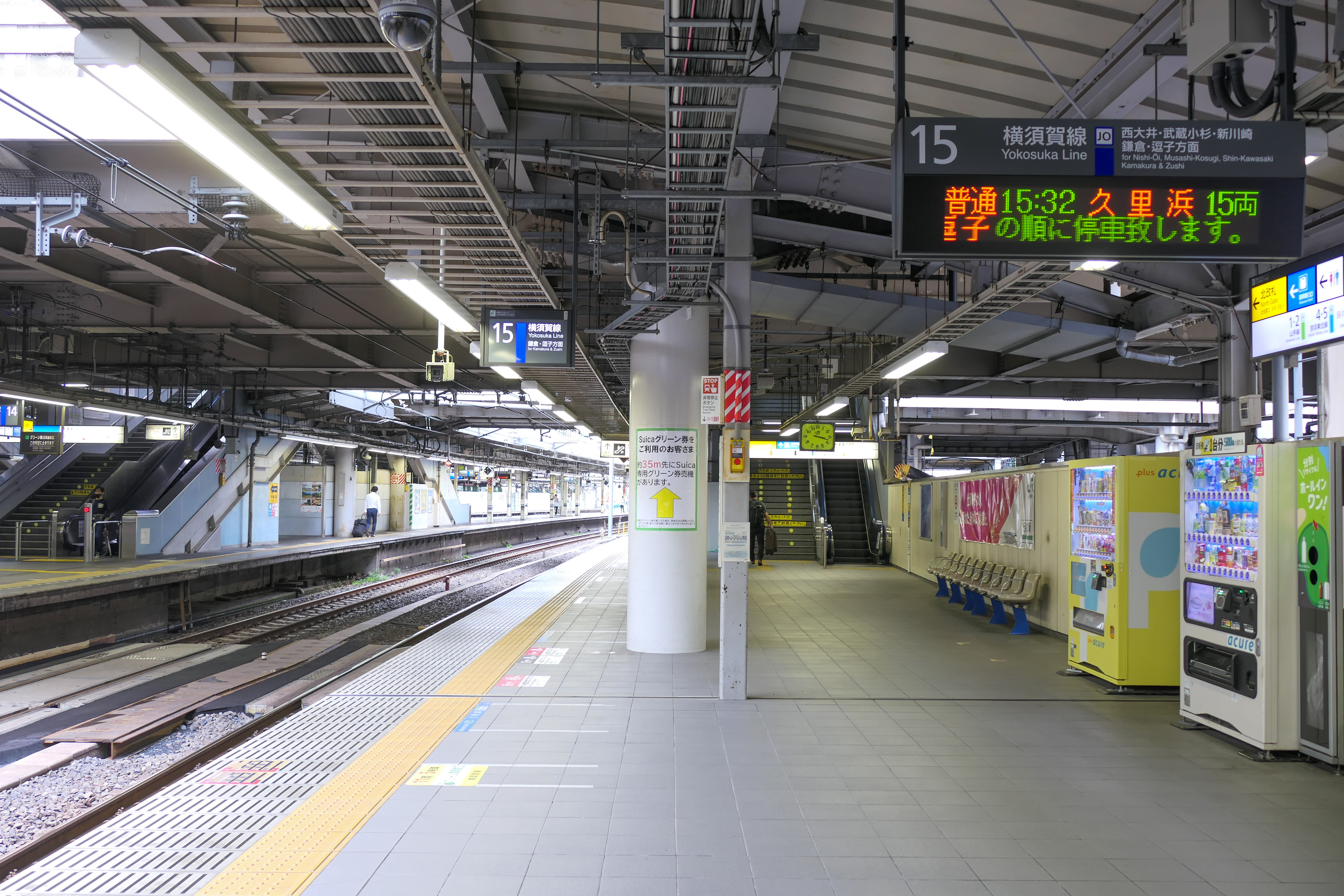
15번선(요코스카선) 승강장(2021년 7월)

## 갤러리(도카이도 신칸센)

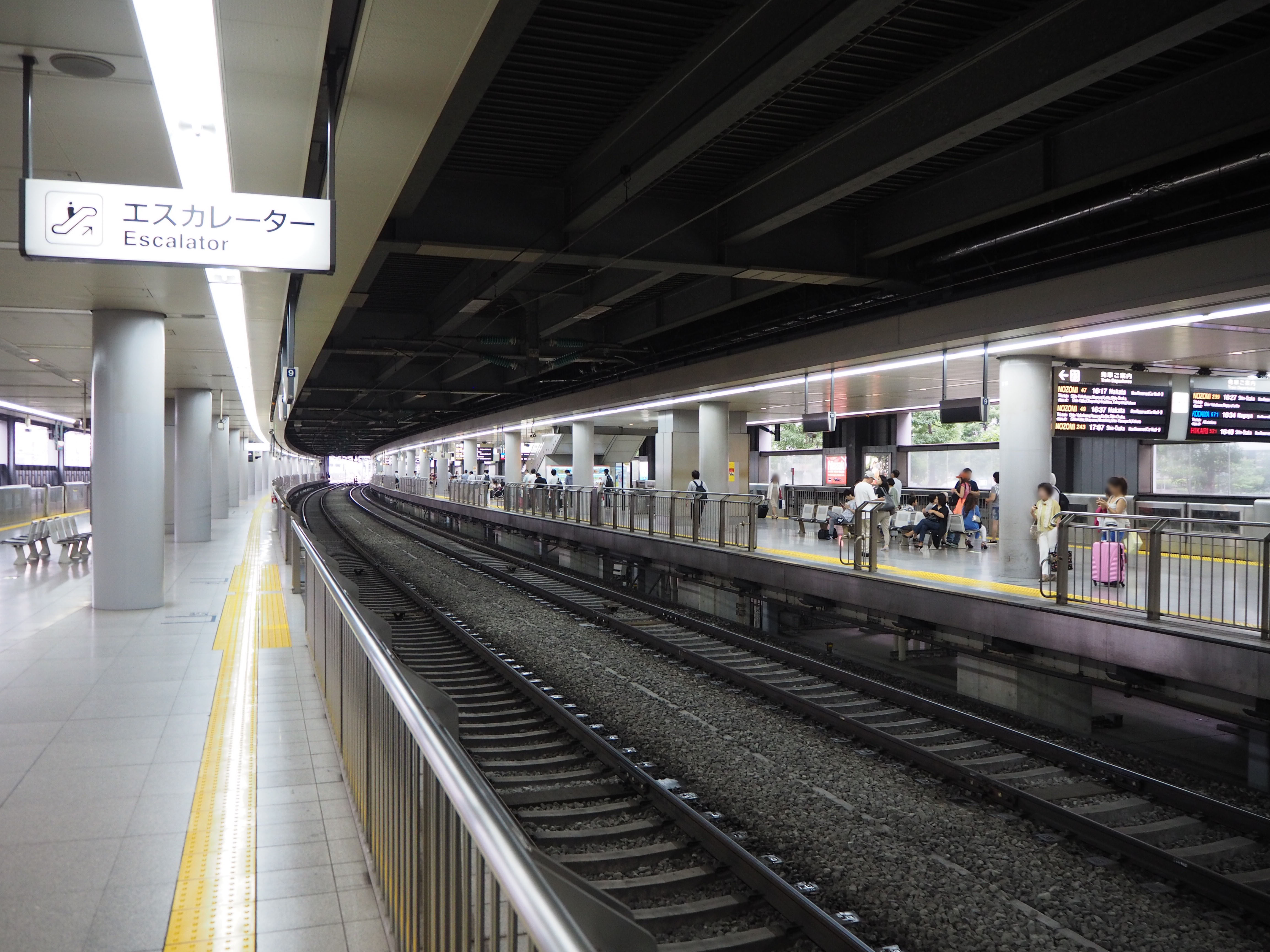
도카이도 신칸센 승강장(2016년 7월)
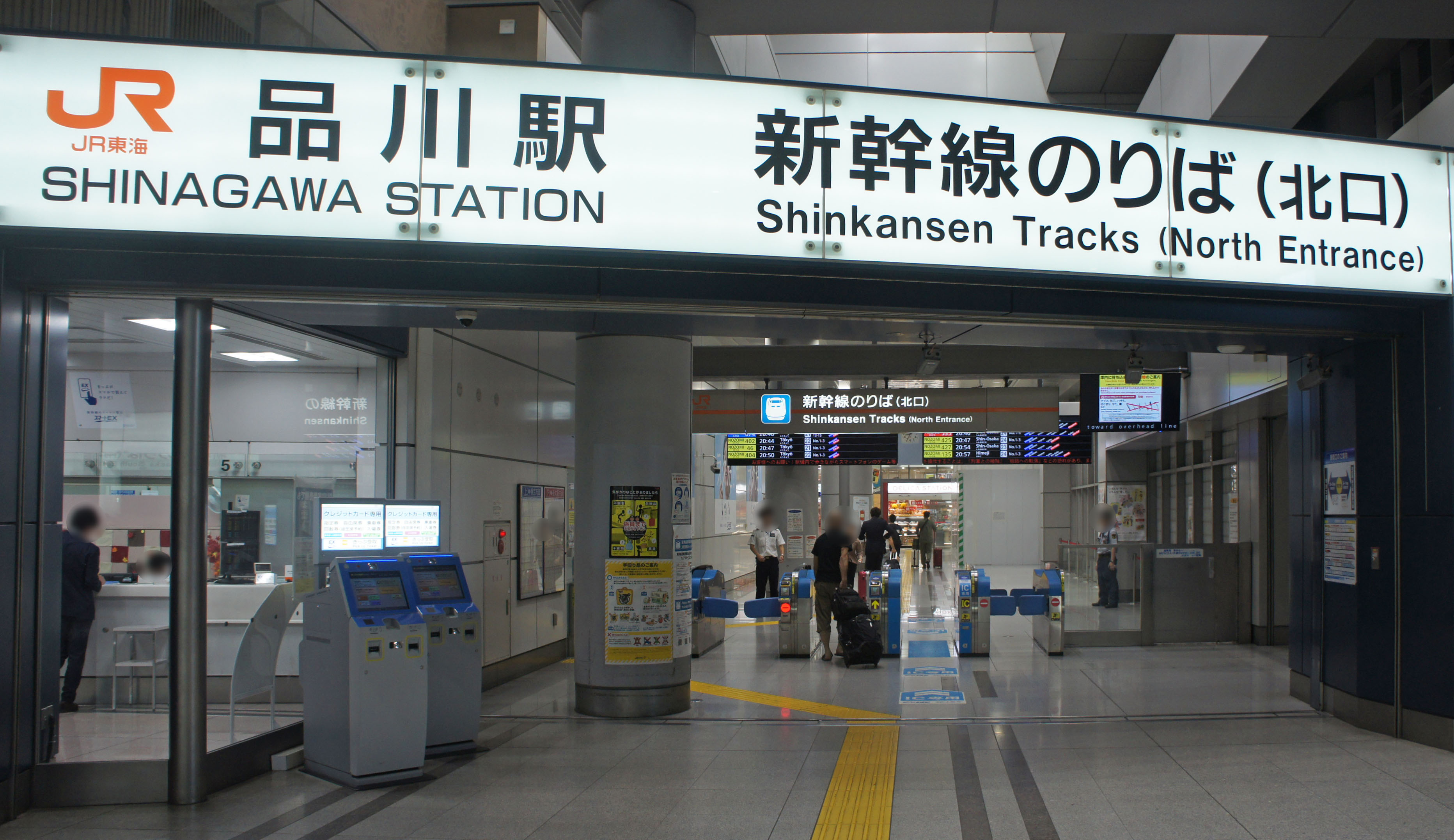
신칸센 기타 개찰구(2019년 9월)
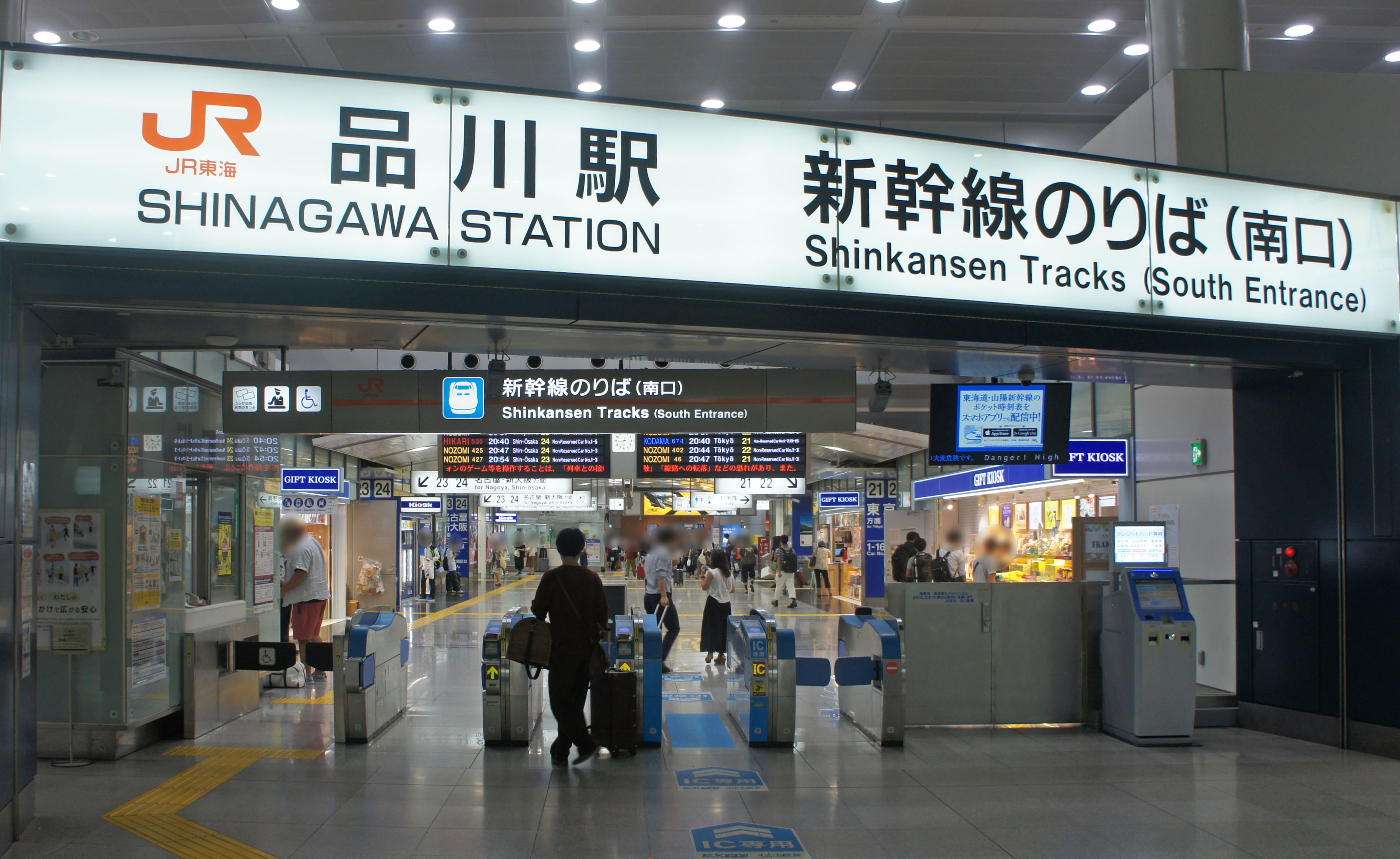
신칸센 남쪽 개찰구(2019년 9월)
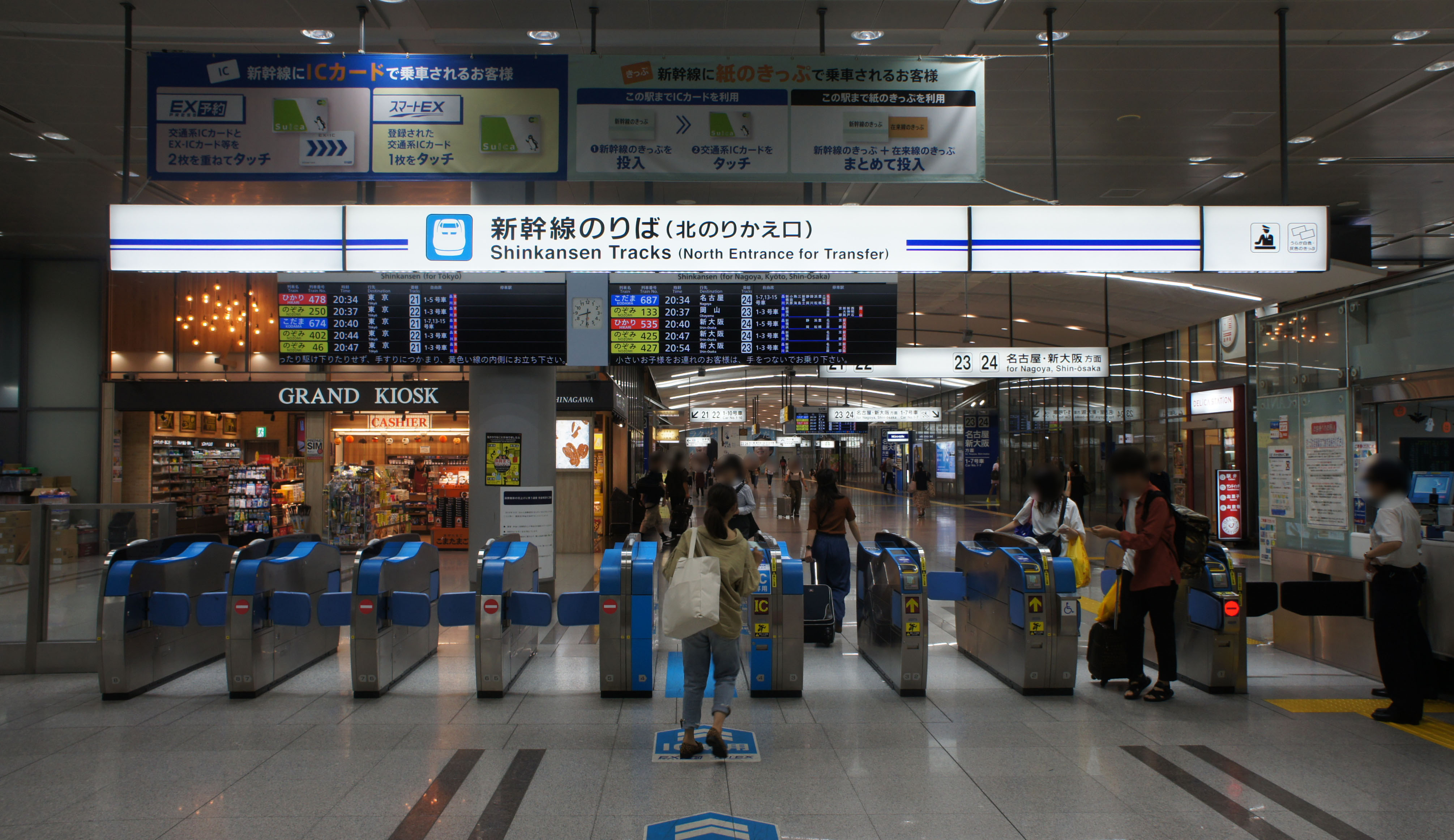
신칸센 기타 환승 개찰구(2019년 9월)
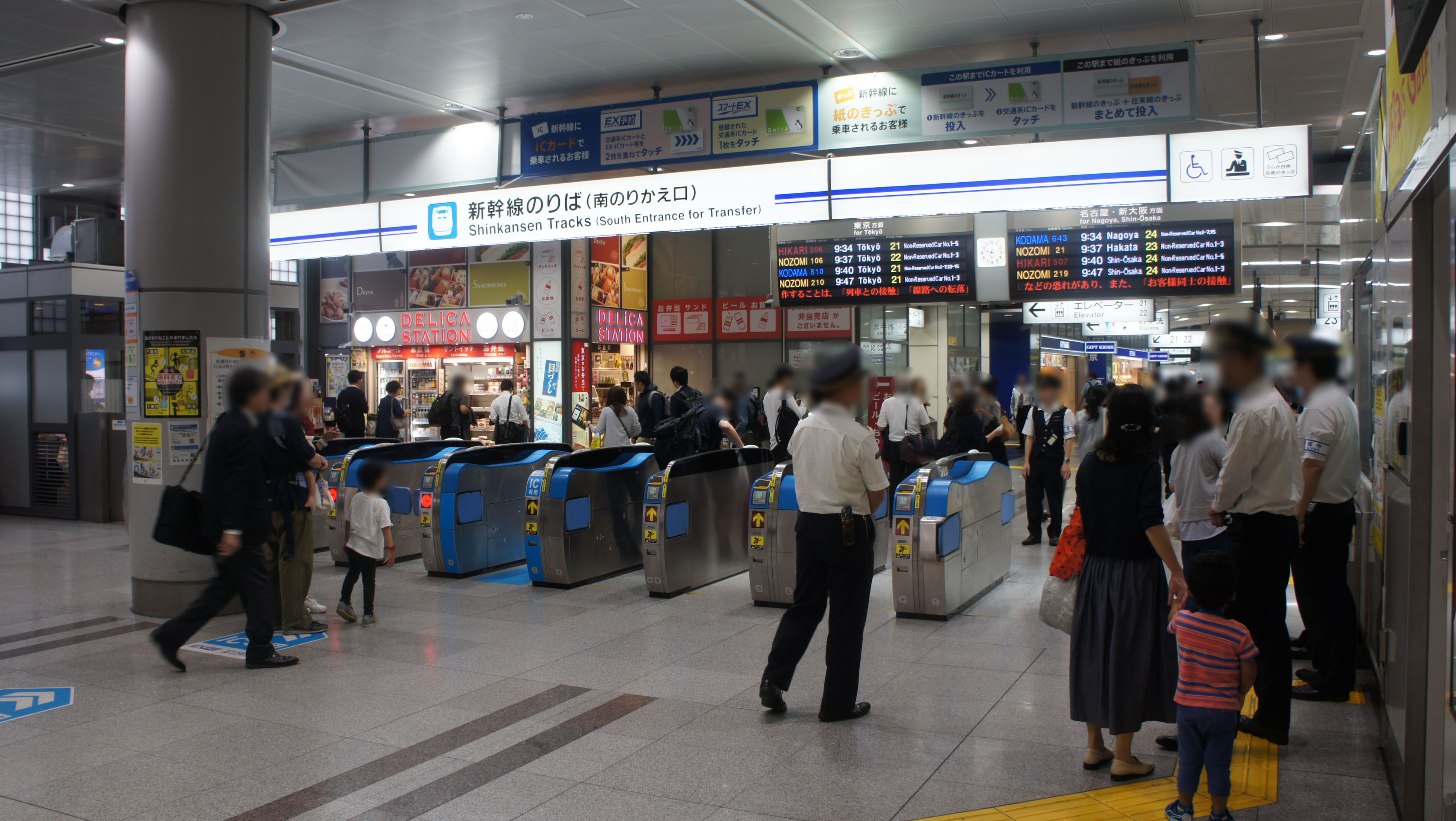
신칸센 미나미 환승 개찰구(2019년 6월)
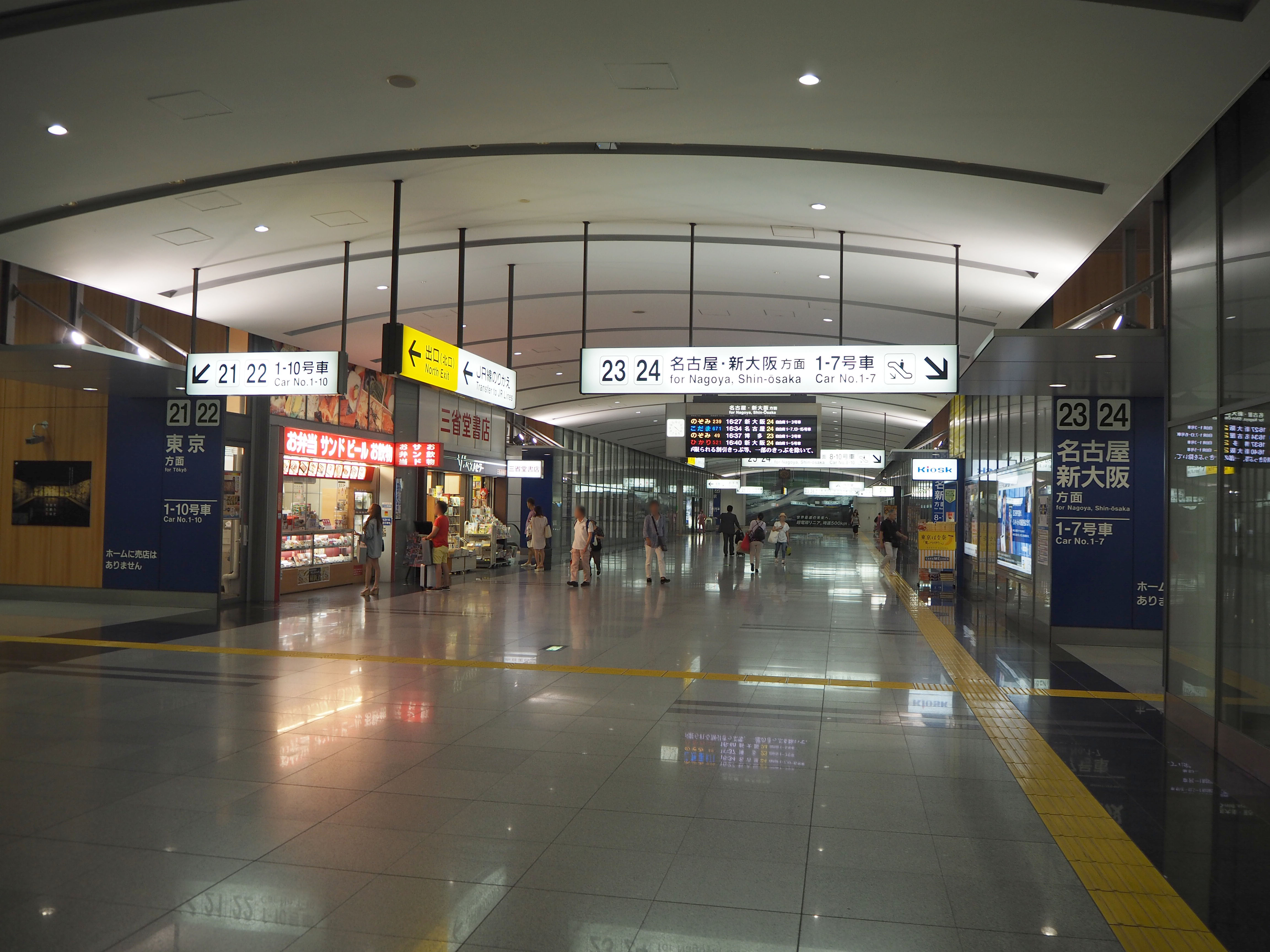
신칸센 콩코스(2016년 7월)
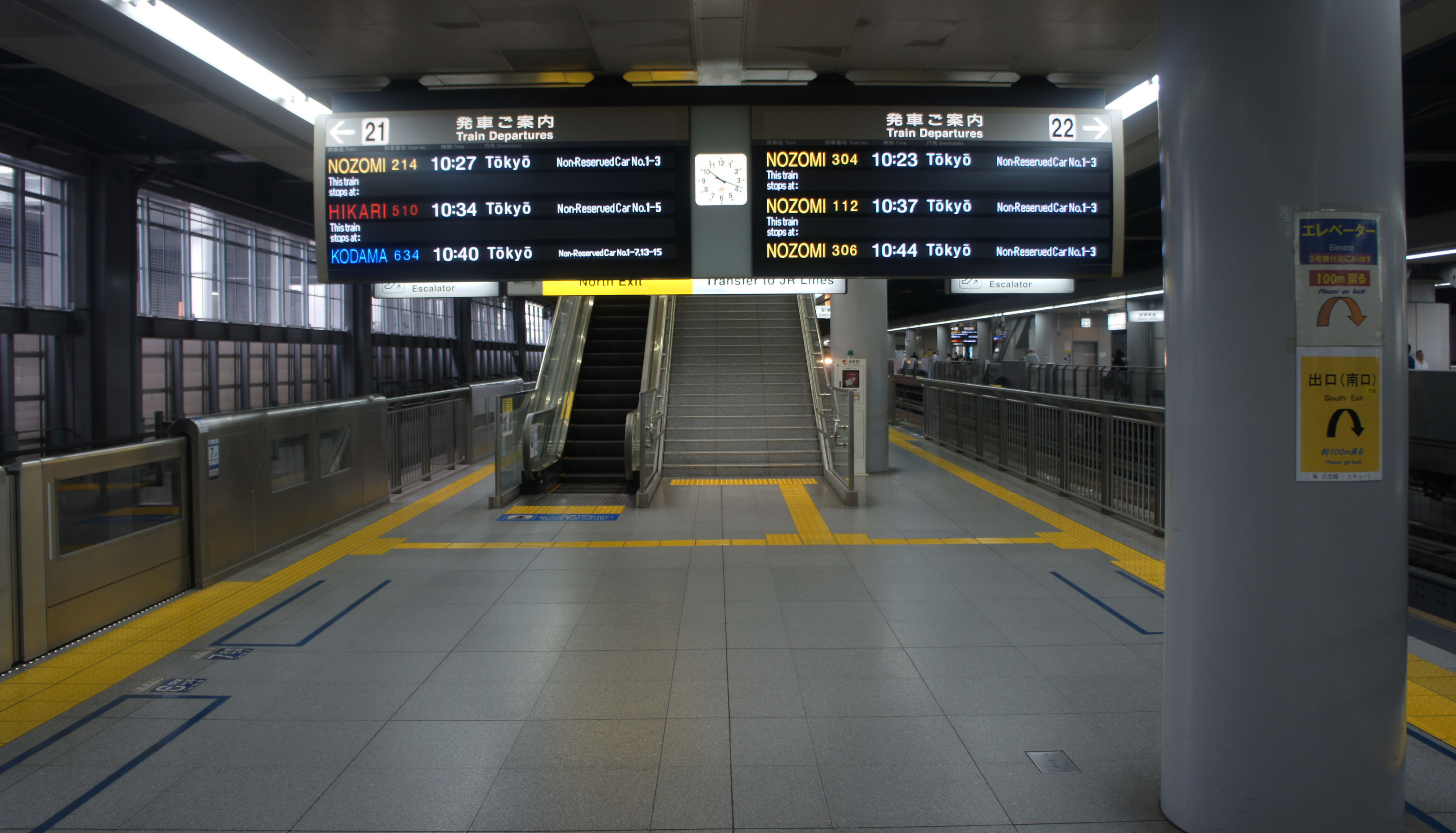
21,22번선 승강장(2019년 6월)
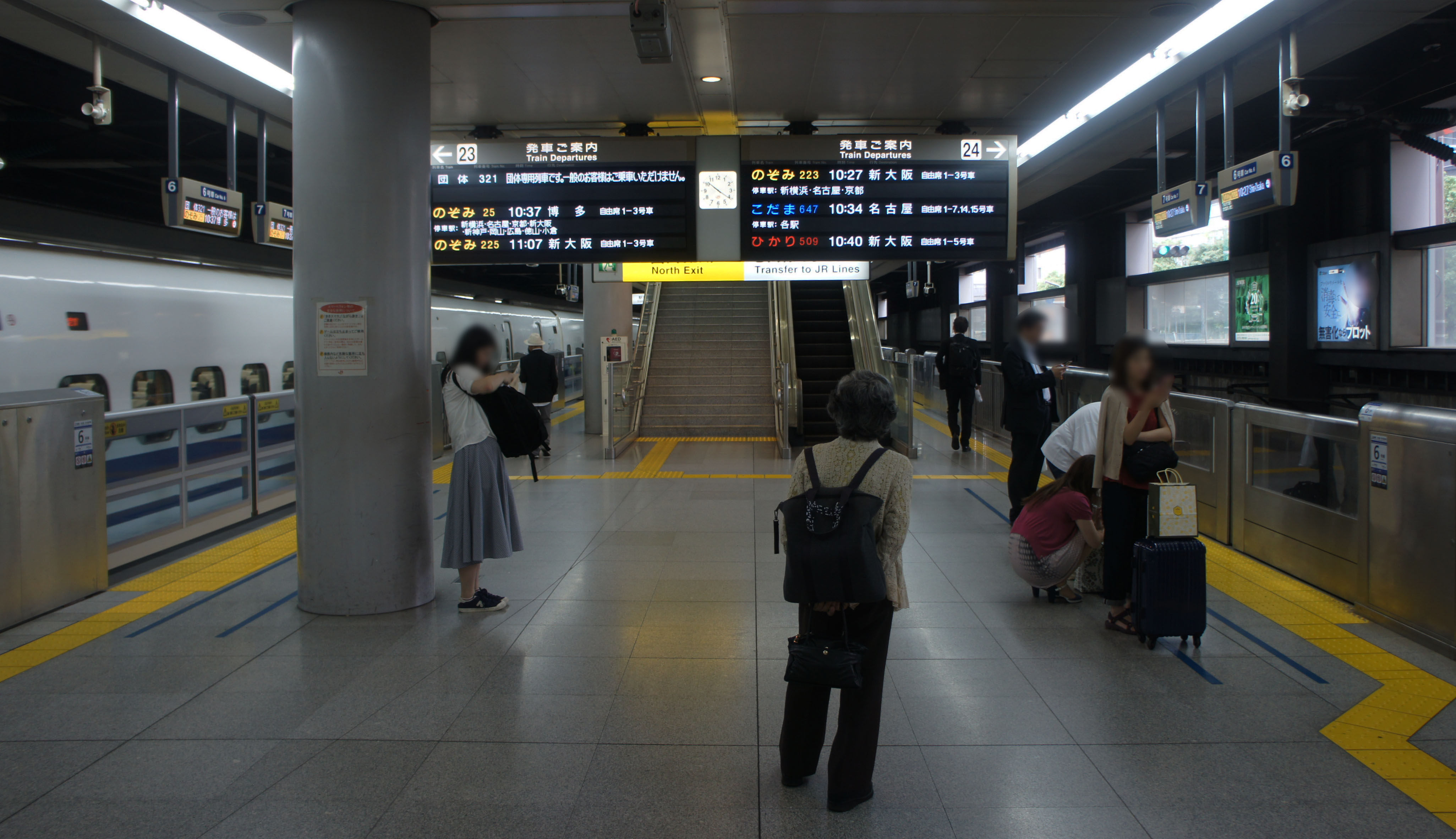
23,24번선 승강장(2019년 6월)
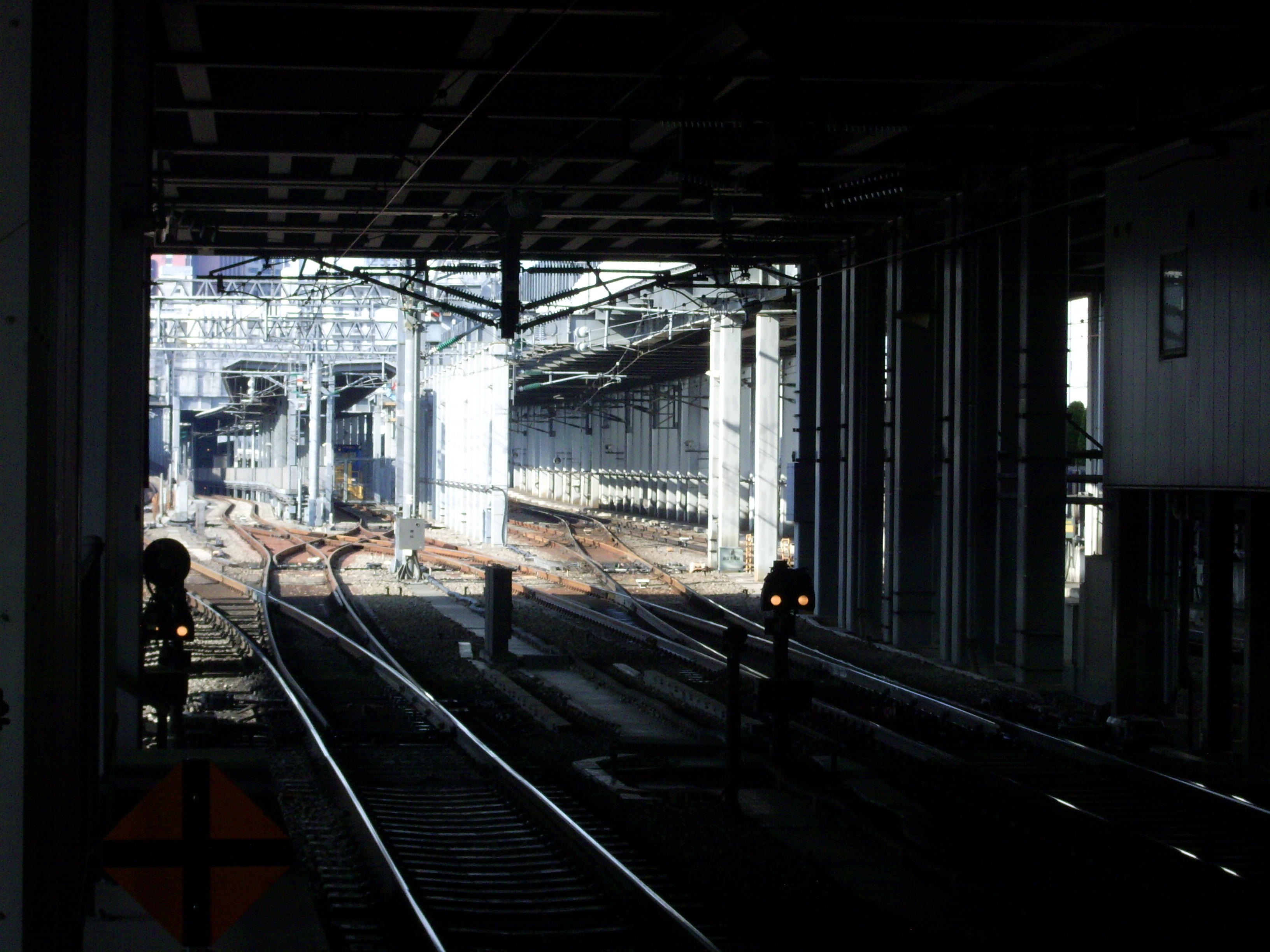
신칸센의 인상선
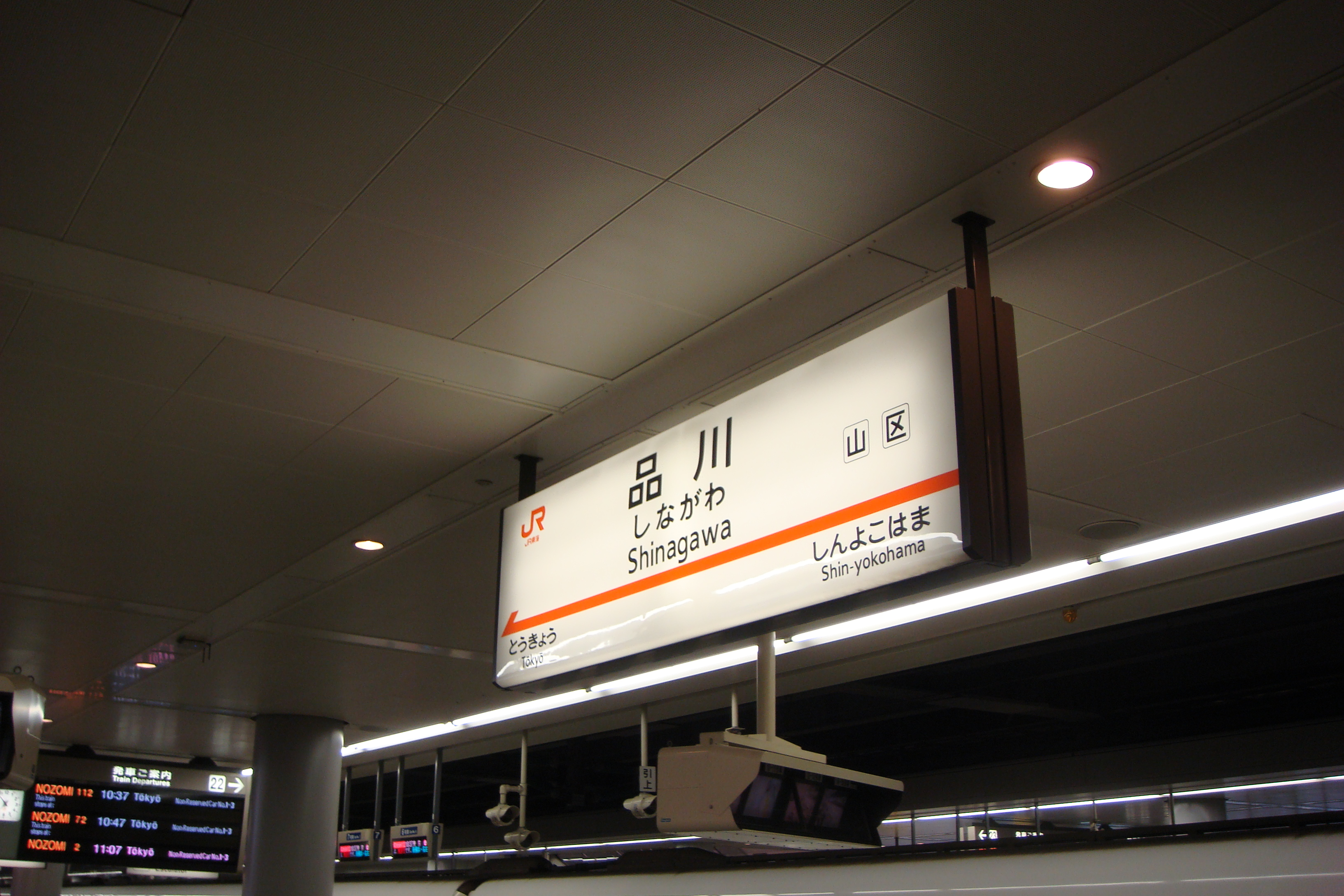
역명표

## 갤러리(게이큐선)

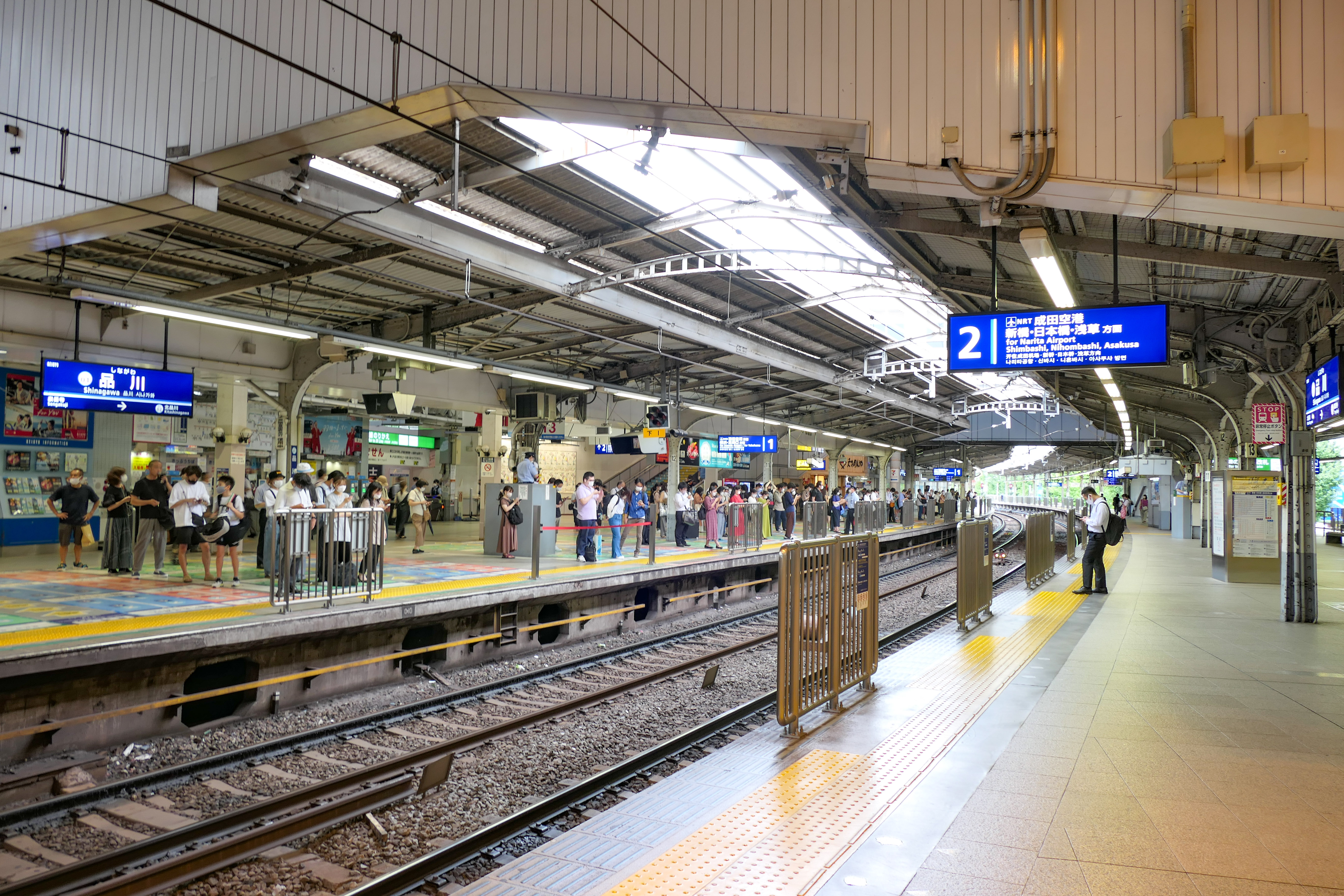
1,2번선 승강장(2021년 7월)
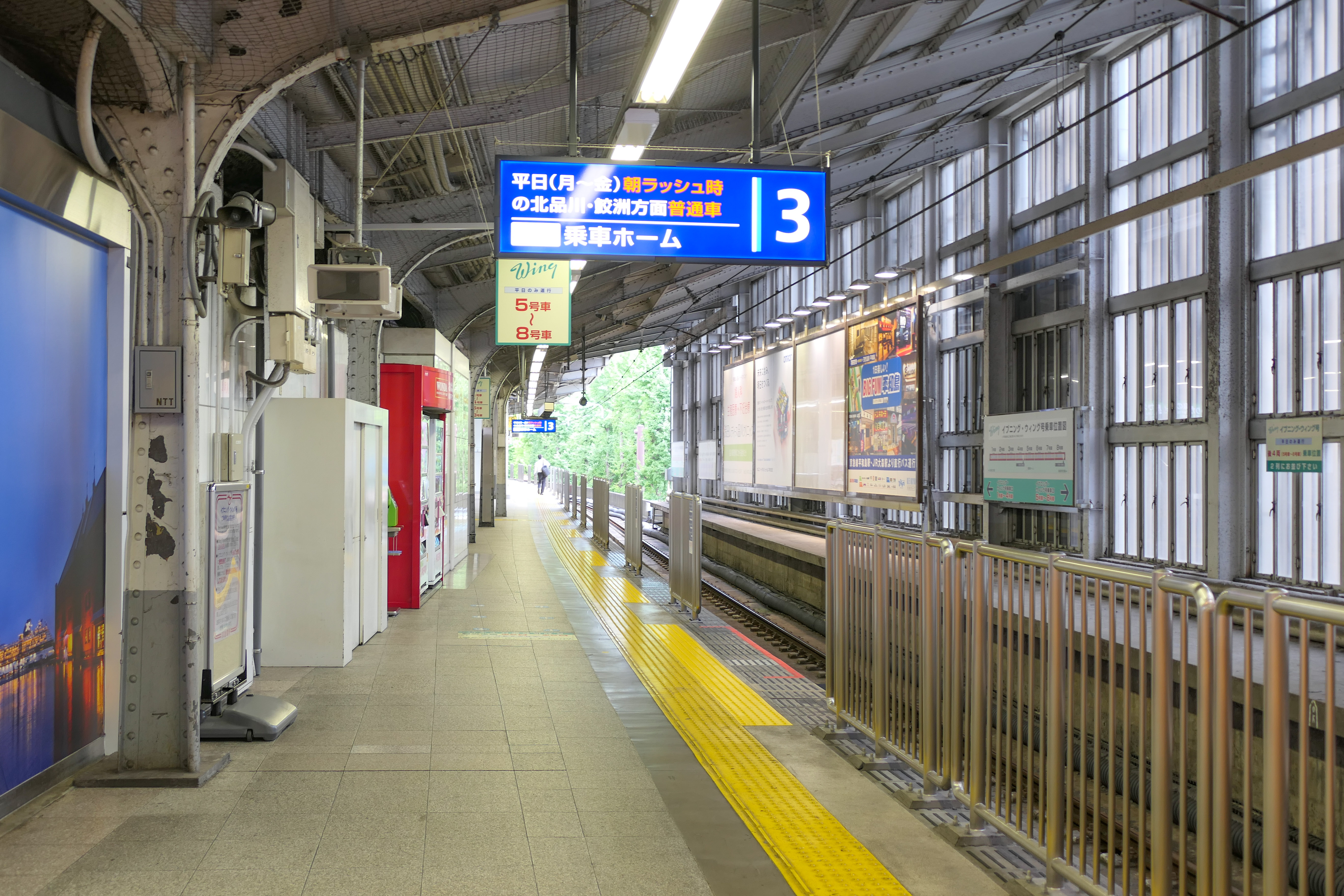
3번선 승강장(2012년 7월)
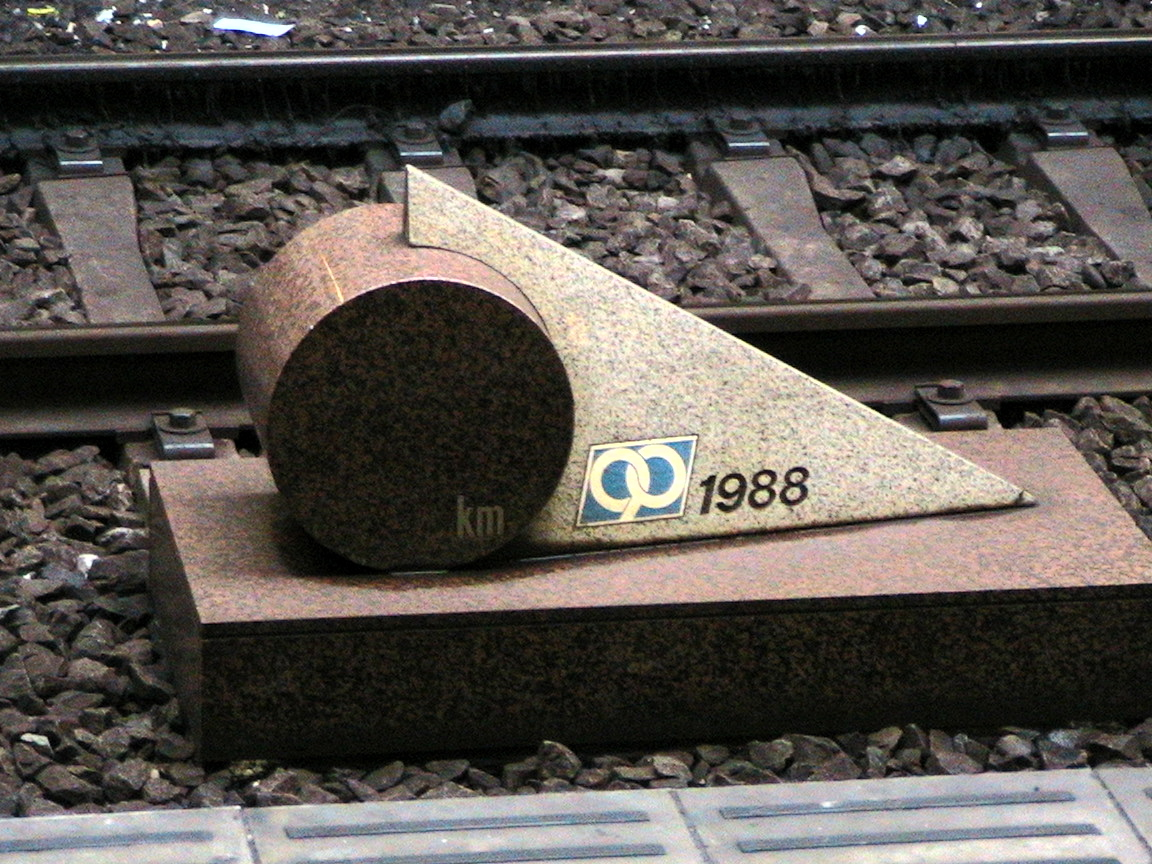
본선의 0km 거리표
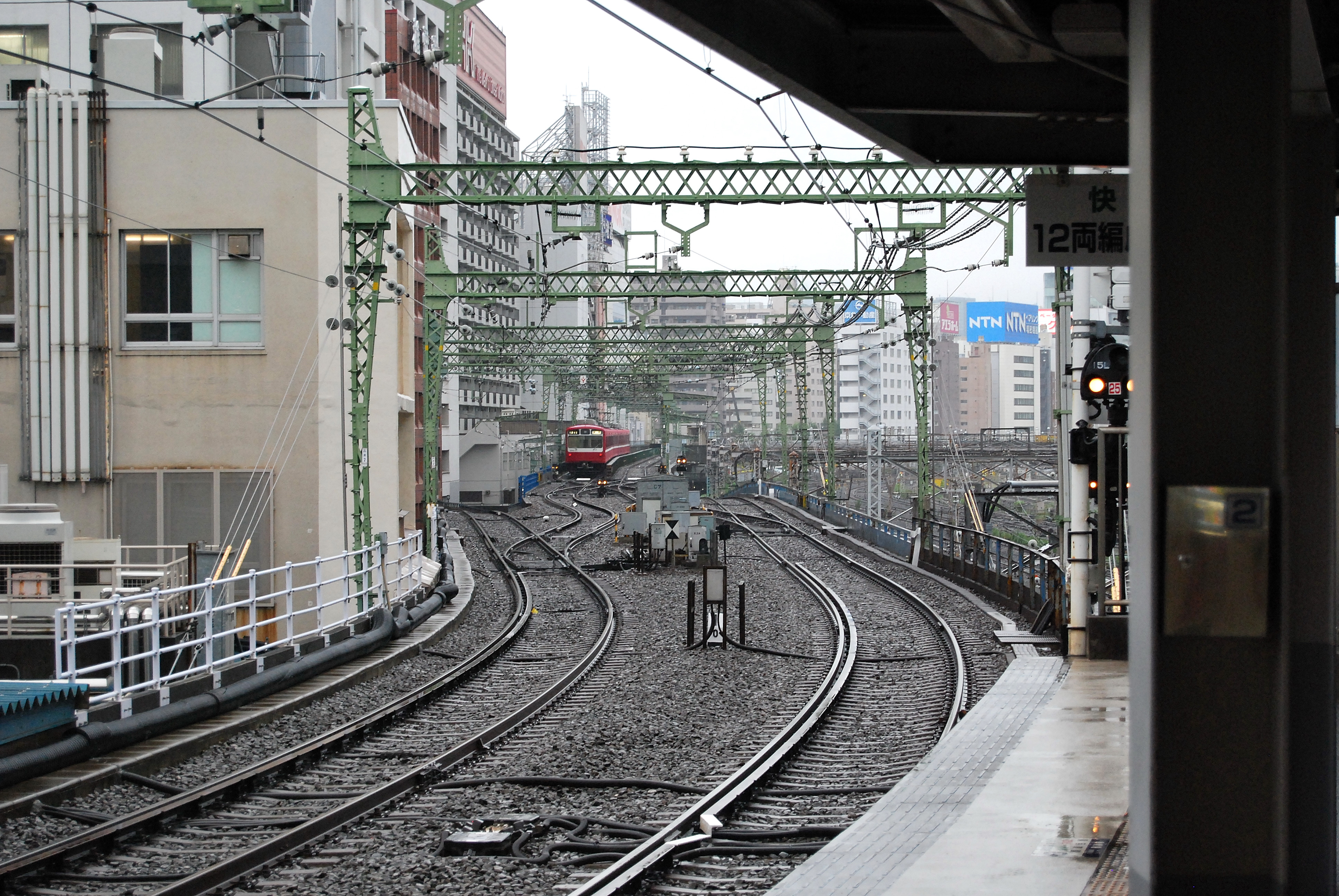
시나가와역에서 센가쿠지 방면을 보면, 안쪽에 2개의 인양선이 있고, 그 양쪽을 지하로 내려가는 노선은, 도영 아사쿠사선 센가쿠지역으로 연결되는 노선이다.
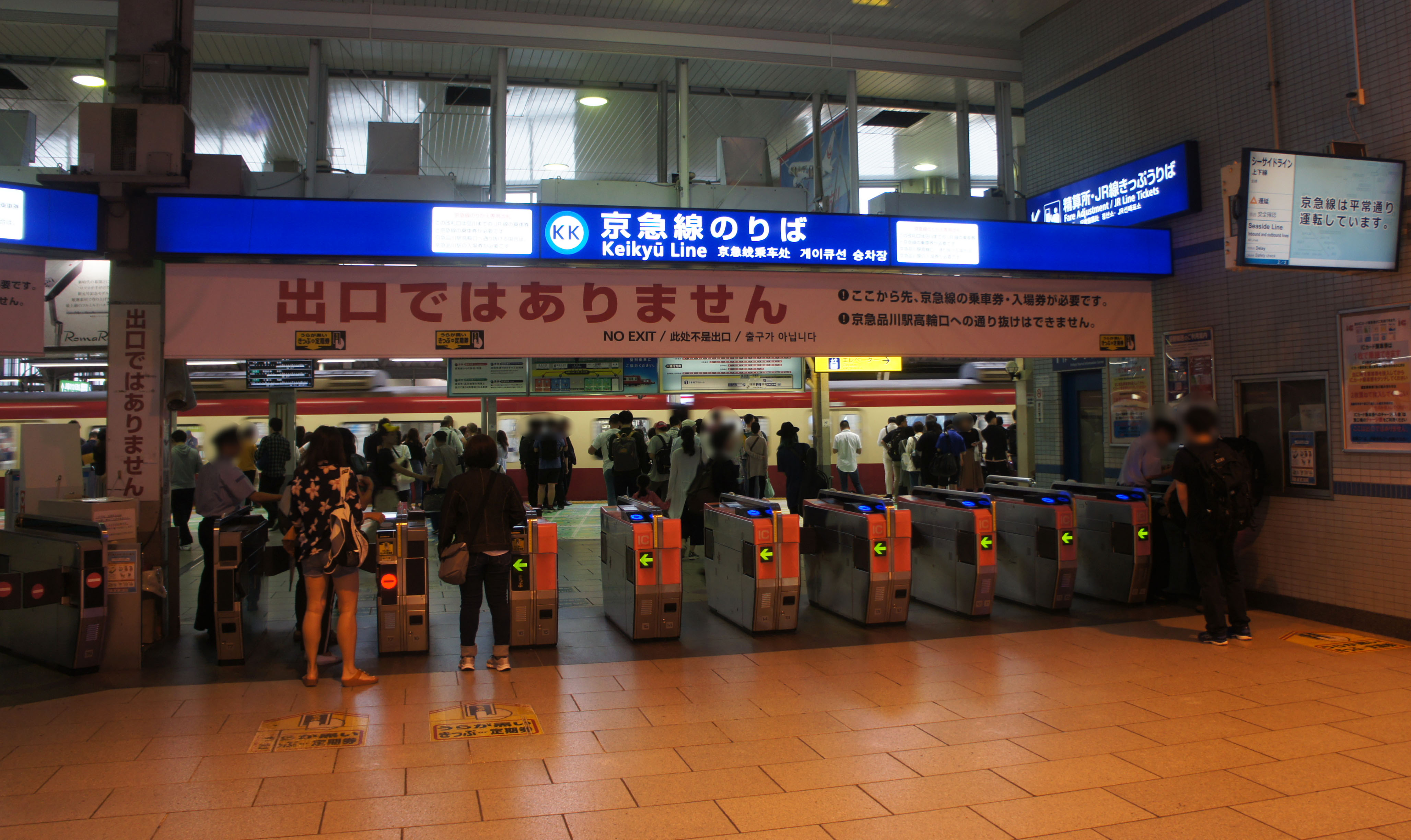
JR 게이큐 연락 개찰구(2019년 7월)

## 인접한 역
| 도카이 여객철도 도카이도 신칸센                         | 도카이 여객철도 도카이도 신칸센                    | 도카이 여객철도 도카이도 신칸센                    |
| ------------------------------------------------------- | -------------------------------------------------- | -------------------------------------------------- |
| 도쿄 방면                                               | 도카이도 · 산요 신칸센 노조미 · 히카리 · 고다마 호 | 신요코하마 하카타 방면                             |
| 동일본 여객철도 도카이도 본선                           |                                                    |                                                    |
| JT 02 신바시 구로이소 · 다카사키 방면                   | 도카이도 본선 통근쾌속                             | JT 07 오후나 아타미 방면                           |
| JT 02 신바시 구로이소 · 다카사키 방면                   | 도카이도 본선 쾌속 아쿠티 호 · 보통                | JT 04 가와사키 아타미 방면                         |
| JT 02 신바시 도리데 · 이와키 · 나리타 방면              | 조반 쾌속선 · 조반선                               | 시·종착역                                          |
| JK 21 다카나와 게이트웨이 오미야 방면                   | 게이힌 도호쿠 선                                   | 오이마치 JK 19 오후나 방면                         |
| 동일본 여객철도 도카이도 본선 · 도카이도 본선 화물 지선 |                                                    |                                                    |
| JO 18 신바시 지바 방면                                  | 요코스카 선                                        | 니시오이 JO 16 구리하마 방면                       |
| 동일본 여객철도 도카이도 본선 · 야마노테 선             |                                                    |                                                    |
| JY 26 다카나와 게이트웨이 내선 순환                     | 야마노테 선                                        | 오사키 JY 24 외선 순환                             |
| 게이힌 급행 전철 본선 · 공항선                          |                                                    |                                                    |
| A-07 센가쿠지 방면                                      | 게이큐 본선 모닝 윙                                | 가미오오카 KK 44 미우라카이간 방면                 |
| 시·종착역                                               | 게이큐 본선 게이큐 윙                              | 가미오오카 KK 44 미사키구치 방면                   |
| A-07 센가쿠지 나리타 공항 방면                          | 게이큐 본선 에어포트 쾌특                          | 하네다 공항 국제선 터미널 KK 16 하네다 공항 방면   |
| A-07 센가쿠지 나리타 공항 방면                          | 게이큐 본선 쾌특                                   | 게이큐 가마타 KK 11 미사키구치 방면                |
| A-07 센가쿠지 나리타 공항 · 시바야마치요다 방면         | 게이큐 본선 특급 · 에어포트 급행                   | 아오모노요코초 KK 04 하네다 공항 · 미사키구치 방면 |
| A-07 센가쿠지 게이세이타카사고 방면                     | 게이큐 본선 보통                                   | 기타시나가와 KK 02 우라가 · 게이큐 구리하마 방면   |